# Chiến dịch Pedestal
Chiến dịch Pedestal (tiếng Ý: Battaglia di Mezzo Agosto, Trận chiến giữa tháng Tám), được người dân Malta gọi là Il-Konvoj ta' Santa Marija (Santa Maria Convoy, Đoàn vận tải Santa Maria), là một chiến dịch tiếp vận đảo Malta của Hải quân Hoàng gia Anh vào tháng 8 năm 1942 trong Chiến tranh Thế giới thứ hai. Malta là một căn cứ tiền tiêu quan trọng của người Anh tại khu vực Địa Trung Hải, cung cấp bàn đạp cho các đơn vị tàu mặt nước, tàu ngầm và máy bay Anh để tấn công, đánh phá các tuyến vận tải trọng yếu của Đức-Ý tới Libya, nơi nhận tiếp tế cho các đơn vị phe Trục chiến đấu tại Bắc Phi. Nên từ năm 1940 tới năm 1942, quân đội phe Trục đã cố gắng bao vây phong tỏa Malta bằng không quân và hải quân. Dù gặp nhiều tổn thất nặng nề, người Anh đã thành công trong việc cung cấp đủ nguồn tiếp tế cho người dân và quân đồn trú ở Malta để tiếp tục kháng cự trong giai đoạn cuối của năm 1942. Mặt hàng tiếp tế quan trọng nhất của Chiến dịch Pedestal là nhiên liệu, chủ yếu được vận chuyển trên tàu SS Ohio - một tàu chở dầu của Hoa Kỳ nhưng được vận hành bởi thủy thủ đoàn của Anh. Đoàn vận tải khởi hành từ Anh vào ngày 3 tháng 8 năm 1942, và đi qua Eo biển Glbraltar vào Địa Trung Hải vào đêm ngày 10 tháng 8.
Phe Trục đã nỗ lực ngăn chặn đoàn vận tải hơn 50 tàu này bằng việc sử dụng thủy lôi, máy bay ném bom, xuồng E-Boat của Đức, xuồng MS và MAS của Ý, và cho tàu ngầm phục kích. Hơn 500 thủy thủ Thương gia, Hải quân Hoàng gia và phi công Anh thiệt mạng trong chiến dịch, và chỉ có năm trong tổng số 14 tàu vận tải ban đầu cập bến Grand Harbour ở Malta. Đây là một chiến thắng chiến lược, nhưng đắt giá, đối với người Anh. Việc tàu SS Ohio đã mang đến nguồn nhiên liệu quý giá, các tàu ngầm Anh cập bến thành công và các máy bay Supermarine Spitfire bổ sung từ hàng không mẫu hạm Furious đã giúp tăng cường khả năng chiến đấu của Malta để chống lại các đoàn vận tải của phe Trục trong những tháng tiếp theo. Người Ý buộc phải điều chỉnh lại lộ trình vận tải của họ ra xa khỏi Malta, giúp người Anh có thêm thời gian để thực hiện các cuộc tấn công bằng không quân và hải quân. Nỗ lực phong tỏa Malta của Đức và Ý nhanh chóng sụp đổ sau thắng lợi của Anh ở El Alamein (23 tháng 10 - 11 tháng 11 năm 1942) và quân Đồng Minh đổ bộ vào Bắc Phi (8-16 tháng 11 năm 1942), giúp quân Đồng Minh thiết lập thêm nhiều căn cứ trên bộ cho máy bay để hộ tống các đoàn vận tải của họ ở Địa Trung Hải.

## Bối cảnh

### Các chiến dịch của phe Đồng Minh
Tháng 6 năm 1940, quân đội Đồng Minh mở Chiến dịch Sa mạc Tây kéo dài gần ba năm nhằm chống lại các lực lượng của Ý được hỗ trợ bởi Quân đoàn Phi Châu và các đơn vị không quân của Đức Quốc Xã. Đến cuối năm 1940, 21 tàu vận tải với hơn 160.000 tấn Anh (160.000 t) hàng hóa được chuyển đến Malta mà không gặp tổn thất, và cung cấp đủ nguồn tiếp tế cho hòn đảo này trong vòng bảy tháng. Từ tháng 1 năm 1941 tới tháng 8 năm 1942, 46 tàu vận tải chuyên chở 320.000 tấn Anh (330.000 t) đã cập bến Malta, với 25 tàu đã bị đánh chìm, và có tổng cộng 31 đợt tiếp tế bằng tàu ngầm. Khi Đức và Ý bắt đầu chuỗi chiến dịch phong tỏa Malta, người Anh đã cho tiến hành 19 chiến dịch chuyên chở máy bay bằng hàng không mẫu hạm tới Malta. Từ tháng 8 năm 1940 tới cuối tháng 8 năm 1942, 670 máy bay Hawker Hurricane và Supermarine Spitfire đã cất cánh từ các hàng không mẫu hạm Anh ở phía tây Địa Trung Hải và bay đến Malta để bổ sung sức chiến đấu cho hòn đảo. Nhiều đơn vị bay của Không lực Sa Mạc Tây (DAF) đã dùng Malta làm điểm dừng chân cho các chiến dịch ở Bắc Phi.
Malta là một căn cứ tiền tiêu quan trọng của không quân, hải quân và tàu ngầm Anh trong các chiến dịch đánh chặn đoàn vận tải Phát xít. Từ ngày 1 tháng 6 tới ngày 31 tháng 10 năm 1941, quân đội Anh đã đánh chìm khoảng 220.000 tấn Anh (220.000 t) hàng hóa của Đức và Ý trên Địa Trung Hải, với 94.000 tấn Anh (96.000 t) hàng hóa bị đánh chìm bởi Hải quân Hoàng gia Anh, và 115.000 tấn Anh (117.000 t) hàng hóa được đánh chìm bởi Không quân Hoàng gia (RAF) và Không lực Hải quân Anh (FAA). Các tàu chở hàng đi đến châu Phi chiếm 90% số tàu bị đánh chìm tại Địa Trung Hải và các đơn vị đóng quân ở Malta chịu trách nhiệm cho khoảng 75% số tàu hàng bị máy bay đánh chìm. Trước mối đe dọa này, quân đội Đức-Ý đã tiến hành bao vây, đánh phá và phong tỏa hòn đảo bằng không quân vào năm 1941 và 1942. Đến cuối tháng 7 năm 1941, mức thiệt hại về máy bay của Anh tại Malta đã tăng lên 17 chiếc/tuần, và số nhiên liệu còn lại trên đảo chỉ đủ cho máy bay tiêm kích hoạt động, nên việc điều động các đội bay ném bom và phóng lôi cho các chiến dịch tấn công là một khó khăn đáng kể.

### Malta, 1942
Chiến dịch Julius, một kế hoạch tiếp tế cho Malta bằng hai đoàn tàu vận tải song song (một đoàn xuất phát từ Gibraltar trong Chiến dịch Harpoon và từ Alexandria trong Chiến dịch Vigorous) đã gặp thất bại. Chỉ có hai tàu vận tải của Harpoon cập bến Malta thành công, trong khi đoàn Vigorous buộc phải hủy bỏ chiến dịch. Vào tháng 8, khẩu phần hai tuần ở Malta cho một người là 400 gam đường, 200 gam chất béo, 300 gam bánh mì và 400 gam thịt bò muối. Một công nhân nam trưởng thành có lượng calo tiêu thụ hàng ngày là 1.690 calo, trong khi đó phụ nữ và trẻ em là 1.500 calo. Để giải quyết vấn đề lương thực, cư dân Malta đã đồng loạt giết mổ gia súc trên đảo để giảm nhu cầu nhập khẩu thức ăn gia súc và chuyển đổi đất chăn nuôi thành đất trồng trọt; hệ thống Victory Kitchens đã được lập ra để phân phối thịt cho cư dân trên đảo.
Malta sẽ buộc phải đầu hàng nếu nguồn nhiên liệu, thực phẩm và trang thiết bị không được giao đến trước tháng 9. Thiếu tướng Keith Park - tư lệnh các đơn vị không quân ở Malta từ tháng 7, đã gửi tin cảnh báo về Anh rằng nguồn nhiên liệu cho máy bay trên đảo chỉ đủ để sử dụng trong vài tuần. Bộ Hải quân Anh đã điều động nhiều tàu ngầm cho các nhiệm vụ vận chuyển nhiên liệu máy bay, đạn phòng không và ngư lôi qua các hành lang phong tỏa vào Malta như một phương án tạm thời để giải quyết vấn đề hoạt động bay trên đảo. Đệ nhất Đại thần Hải quân Albert Alexander và Thủy sư Đô đốc Dudley Pound - Tư lệnh Hải quân Hoàng gia, đã họp bàn với Thủ tướng Winston Churchill về vấn đề sống còn của Malta rằng:
... một thảm họa có ảnh hưởng đầu tiên đối với Đế quốc Anh, và có lẽ [sẽ] là một ảnh hưởng chí tử về lâu dài đối với việc bảo vệ Thung lũng Sông Nile.— Churchill

... và đề xuất chuẩn bị một chiến dịch vận tải mới từ Gibraltar, với một số lượng tàu hộ tống lớn chưa từng có được điều động từ Hạm đội Viễn Đông và Hạm đội Nhà, vốn đã có sẵn các tàu dự phòng kể từ khi tuyến vận tải Bắc Cực bị dừng hoạt động sau thảm họa PQ 17.

### Bộ tư lệnh phe Trục
Cơ cấu chỉ huy của phe Trục tại Địa Trung Hải được tập trung ở cấp trên và bị phân nhỏ ở các cấp thấp hơn. Benito Mussolini đã độc chiếm quyền lãnh đạo các lực lượng vũ trang Ý từ năm 1933 bằng cách tự mình nắm giữ các chức vụ Bộ trưởng Bộ Chiến tranh, Bộ trưởng Bộ Hải quân và Bộ trưởng Bộ Không quân của Ý. Thống chế Không quân Đức Quốc Xã Albert Kesselring,  Tư lệnh Tối cao Không quân phía Nam (Oberbefehlshaber Süd) và dù là toàn quyền chỉ huy lực lượng mặt đất Đức tại Mặt trận Địa Trung Hải, Kesselring không hề có thẩm quyền trong các chiến dịch của phe Trục ở Bắc Phi hoặc trong hoạt động tổ chức các đoàn tàu vận tải đến Libya. Từ tháng 11 năm 1941, Kesselring đã dùng thẩm quyền của mình để tiến hành một số chiến dịch hải quân ở Đại Trung Hải với tư cách là Chỉ huy trên danh nghĩa của Bộ Tư lệnh Hải quân Ý. Nhưng do Bộ Tư lệnh Hải quân Ý nằm trong bộ máy chỉ huy của Hải quân Đức Quốc Xã, và mối quan hệ đầy mâu thuẫn giữa bộ chỉ huy Không quân Đức Quốc Xã (Luftwaffe) và Hải quân Đức Quốc Xã (Kriegsmarine), đã cản trở các chiến dịch phối hợp hiệu quả của Đức và Ý ở Địa Trung Hải. Kesselring thực tế chỉ có quyền điều phối trong việc lên kế hoạch cho các chiến dịch liên quân Đức-Ý và có quyền sử dụng Không quân Hoàng gia Ý (Regia Aeronautica) để bảo vệ các đoàn vận tải tới Bắc Phi. Trong khi đó, Hải quân Hoàng gia Ý (Regia Marina) lại cố gắng ngăn chặn và không cho phép người Đức can thiệp vào các chiến dịch của họ.

## Kế hoạch và sự chuẩn bị của hai bên

### Kế hoạch của phe Đồng Minh

#### Chiến dịch Pedestal
Việc lên kế hoạch cho Chiến dịch Pedestal bắt đầu được Bộ Hải quân Anh tiến hành vào cuối tháng 7 năm 1942, dưới sự chỉ đạo của Phó Đô đốc Neville Syfret, các Chuẩn Đô đốc Lumley Lyster và Harold Burrough, và Ban tham mưu Hải quân. Sau khi thiết giáp hạm Nelson và Rodney quay trở về Scapa Flow từ Freetown, Tây Phi, Syfret đã chọn Nelson làm soái hạm của ông cho Chiến dịch Pedestal, và Syfret đã tổ chức một cuộc họp phổ biến chiến dịch tới toàn bộ các sĩ quan cấp cao và thuyền trưởng các tàu vào ngày 29. Ngoài Pedestal, một vài chiến dịch nhỏ khác đã được chuẩn bị để tiến hành đồng thời với Pedestal. Theo kế hoạch, 14 tàu vận tải các lại sẽ được huy động vào chiến dịch, với nhân tố quan trọng nhất là tàu chở dầu SS Ohio - tàu chở dầu nhanh và lớn duy nhất hiện có, được phía Hoa Kỳ cho mượn và vận hành bởi thủy thủ đoàn người Anh. Phòng trường hợp Ohio bị đánh chìm cùng 12.000 tấn dầu, 13 tàu vận tải còn lại đã được bổ sung thêm các thùng phuy dầu. Đoàn vận tải được bảo vệ bởi ba hàng không mẫu hạm, hai thiết giáp hạm, bảy tuần dương hạm, 32 khu trục hạm, bảy tàu ngầm, lực lượng hộ tống lớn nhất từng được tập hợp.
Toàn bộ đội tàu được định danh là Lực lượng F (Force F), trong đó: đoàn vận tải và hộ tống xuất phát từ Anh được đặt là Lực lượng P (Force P), nhóm tác chiến của hàng không mẫu hạm Victorious, Argus được đặt là Lực lượng M (Force M), nhóm tác chiến chiến của hàng không mẫu hạm Eagle (xuất phát từ Gibraltar) được đặt là Lực lượng J (Force J), nhóm tác chiến của hàng không mẫu hạm Indomitable (xuất phát từ Freetown) là Lực lượng K (Force K). Khi Chiến dịch Berserk được tiến hành, toàn bộ nhóm tác chiến hàng không mẫu hạm sẽ được tập hợp thành Lực lượng G (Force G); nhóm tàu tiếp liệu, bao gồm tàu RFA Brown Ranger và Dingledale, được hộ tống bởi bốn khinh hạm và một tàu kéo viễn dương, sẽ được định danh là Lực lượng R; và các đơn vị hộ tống còn lại sẽ được tập hợp thành Lực lượng W (Force W). Lực lượng X (Force X) sẽ đảm nhiệm vai trò hỗ trợ tầm gần ở Malta. Khi Lực lượng X tiến vào Địa Trung Hải, một số tàu sẽ được tách ra từ Lực lượng F và tập hợp thành Lực lượng Z (Force Z), có nhiệm vụ hộ tống hai tàu vận tải đã cập bến Malta trong Chiến dịch Harpoon, với định danh là Lực lượng Y (Force Y), từ Malta về Gibraltar trong Chiến dịch Ascendant.
Hàng không mẫu hạm Victorious được biên chế tổng cộng 16 máy bay Fairey Fulmar của Phi đoàn 809 và 884, và sáu máy bay Sea Hurricane của Phi đoàn 885; Indomitable mang tổng cộng mười máy bay Grumman Martlet của Phi đoàn 806, 24 máy bay Sea Hurricane của Phi đoàn 800 và 880, và 14 máy bay Fairey Albacore của Phi đoàn 831 và 827; Eagle mang theo 16 máy bay Sea Hurricane của Phi đoàn 801 và 813. Malta có tổng cộng năm máy bay Martin Baltimore, sáu máy bay PRU Spitfire và năm máy bay trinh sát Wellington Mk VIII. Nhiều đội bay đã được điều động tạm thời về Ai Cập để gia tăng quân số hỗ trợ, nâng tổng số máy bay của Anh trong khu vực lên hơn 100 chiếc Spitfire, 36 chiếc Beaufighter, 30 chiếc Beaufort, ba chiếc Wellington, hai chiếc Liberator, hai chiếc Baltimore và ba máy bay Albacore và Swordfish của Không lực Hải quân Anh.

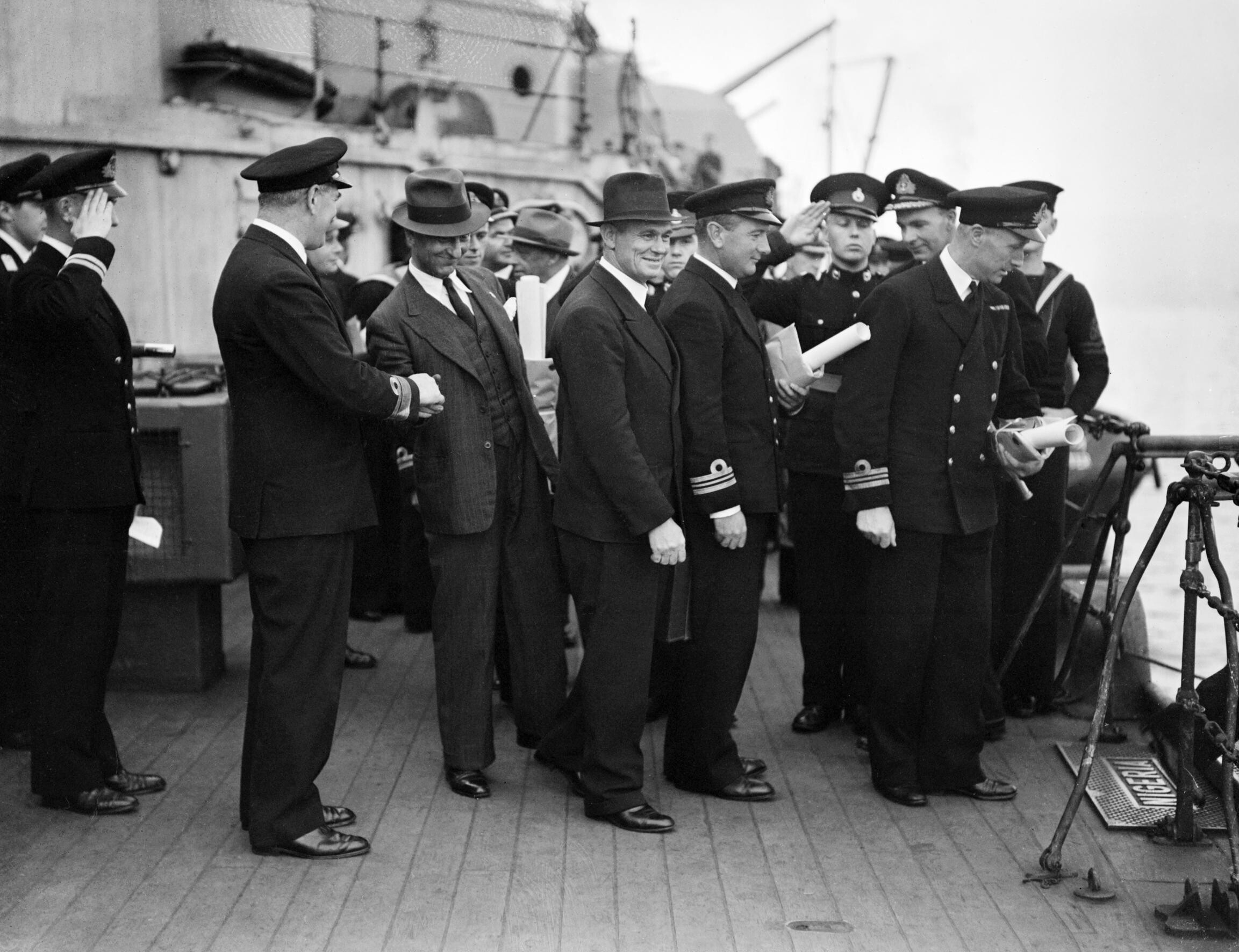
Chuẩn Đô đốc H M Burrough, chỉ huy Lực lượng X, bắt tay với Dudley Mason, thuyền trưởng tàu chở dầu SS Ohio sau một buổi họp trên tuần dương hạm HMS Nigeria

Sau buổi họp thông thường, Chuẩn Đô đốc Burrough đã gặp A. G. Venables - chỉ huy trưởng đoàn tàu vận tải và các thuyền trưởng tàu vận tải trên soái hạm của ông, HMS Nigeria, để thông báo riêng cho họ. Một cuộc họp tương tự đã được tổ chức với các chuyên viên điện đài của các tàu vận tải để giải thích về các quy trình thủ tục thông tin liên lạc của hạm đội. Đoàn vận tải gồm 14 tàu được định danh là WS.21S, và mỗi thuyền trưởng các tàu trong đoàn được nhận một phong bì đề bên ngoài là "Không được mở cho đến 08:00 giờ ngày 10 tháng 8", đi kèm với một tờ thông điệp cá nhân được đích thân Đệ nhất Đại thần Hải quân Albert Alexander đề rằng "Chúc may mắn." Đoàn vận tải bắt đầu khởi hành từ Sông Clyder vào đêm ngày 2/3 tháng 8, được hộ tống bởi tuần dương hạm Nigeria, Kenya và các khu trục hạm, đến điểm tập kết với các nhóm tàu khác vào buổi sáng hôm sau.
Đoàn vận tải WS.21S bao gồm các tàu sau:
- Tàu chở hàng: MV Empire Hope, MV Dorset, MV Wairangi, MV Rochester Castle, Waimarama, Brisbane Star, MV Port Chalmers, Almeria Lykes, Santa Elisa, MV Clan Ferguson, MV Glenorchy, Melbourne Star, MV Deucalion;
- Tàu chở dầu: SS Ohio;
- Hộ tống (từ Anh đến Gibraltar): Keppel, Malcolm, Amazon, Venomous, Wolverine

#### Chiến dịch Bellows
Không lâu trước khi khởi hành từ Scapa Flow, hàng không mẫu hạm Furious được Bộ Hải quân chọn để tiến hành Chiến dịch Bellows, có nhiệm vụ tiếp vận máy bay cho Malta (được gọi không chính thức là Club Run), song song với Chiến dịch Pedestal. Tuy nhiên, việc khởi hành của Furious đã bị trì hoãn hai ngày do gặp vấn đề kỹ thuật. Sau vấn đề được khắc phục, Furious khởi hành về Malta với 38 máy bay Spitfire và tuần dương hạm Manchester. Nhóm của Furious tập hợp cùng đoàn vận tải chính vào ngày 1 tháng 8 năm 1943, ba ngày trước khi Chiến dịch Pedestal được bắt đầu.

#### Chiến dịch Berserk và Ascendant
Ngày 31 tháng 7, thiết giáp hạm Nelson và Rodney, hàng không mẫu hạm Victorious và Argus, tuần dương hạm Sirius và các khu trục hạm rời Scapa Flow và tập hợp với nhóm tác chiến của Eagle từ Gibraltar và nhóm tác chiến của Indomitable từ Freetown, để tiến hành buổi tập trận có mật danh là Chiến dịch Berserk. Chiến dịch được tổ chức tại khu vực nằm giữa Quần đảo Azore và Gibraltar từ ngày 6 tới ngày 9 tháng 8, bao gồm hoạt động huấn luyện phòng không cho tàu vận tải, đổi hướng di chuyển khẩn cấp, thay đổi đội hình di chuyển, liên lạc bằng cờ hiệu và hệ thống điện báo không dây tầm ngắn (W/T). Nguy cơ an ninh về việc liên lạc trực tiếp qua hệ thống W/T đã được các chỉ huy Đồng Minh chấp nhận và theo Đô đốc Andrew Cunningham, đoàn vận tải đã đạt được nhiều hiệu quả "tương đương với hiệu quả của một đơn vị hạm đội." Các đơn vị máy bay được huấn luyện tiến hành các đợt không kích mô phỏng vào chiều ngày 8 tháng 8, để giúp các nhóm vận hành radar hoạt động hiệu quả và tăng cường nhận biết ngoại hình máy bay cho các tổ đội phòng không. Trong buổi tập này, Phi đoàn 804 của hàng không mẫu hạm Argus được đánh giá là chưa đủ khả năng chiến đấu, nên phi đoàn cùng Argus được lệnh quay trở về Anh.
Cùng thời điểm với Chiến dịch Pedestal, Chiến dịch Ascendant cũng được tiến hành, với nhiệm vụ chính là đưa tàu Troilus và Orari, hai tàu vận tải duy nhất cập bến Malta trong Chiến dịch Harpoon vào tháng 6 cùng năm, từ Malta về Gibraltar dưới sự hộ tống của khu trục hạm Badsworth và Matchless (Lực lượng Y). Các tàu sẽ được ngụy trang bằng ký hiệu sàn tiêu chuẩn của Hải quân Hoàng gia Ý và sẽ khởi hành từ Malta vào đêm ngày 2/3 tháng 8 về phía nam Lampedusa, đi qua bán đảo Cap Bon, bám sát bờ biển Tunisia về Kênh Galita và từ đó đi đến Gibraltar.

### Kế hoạch và sự chuẩn bị của phe Trục

#### Kế hoạch

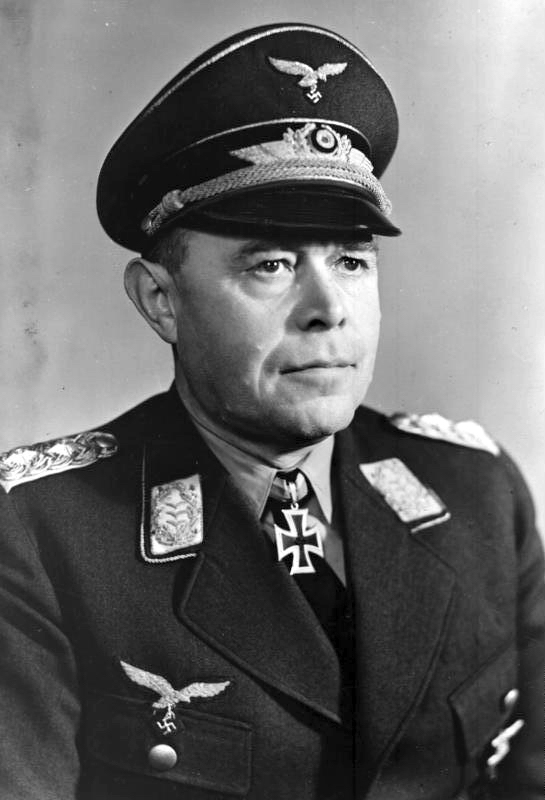
Thống chế Albert Kesselring - Tư lệnh Tối cao Không quân phía Nam (Oberbefehlshaber Süd)

Người Đức và Ý đã chuẩn bị các kế hoạch một cách độc lập, nhưng vẫn có sự hợp tác ở một mức độ nhất định, ví dụ như Quân đoàn Không lực II (Fliegerkorps II) của Luftwaffe ở Sicily đã phối hợp với bộ tư lệnh Không quân Hoàng gia địa phương trong việc lập kế hoạch, nhưng họ lại tiến hành cuộc tấn công một cách riêng biệt.
Trong khi đó, Bộ Tư lệnh Hải quân Ý (Supermarina) đã cân nhắc đến bốn trường hợp về một chiến dịch hộ tống sắp tới của Anh là:
- Quân Đồng Minh sẽ dùng sức mạnh hải quân của họ để bảo vệ một đoàn vận tải;
- Hạm đội chủ lực của Đồng Minh sẽ xuất kích để kích động một đợt giao chiến với hạm đội Ý, tạo điều kiện cho đoàn vận tải đi qua an toàn;
- Quân Đồng Minh sẽ huy động một lực lượng hộ tống mạnh mẽ để bảo vệ đoàn vận tải đi qua eo biển ở phía bắc Pantelleria thay vì đi về phía tây vào Eo biển Skerki;
- Quân Đồng Minh sẽ huy động lực lượng hàng không mẫu hạm để không kích các sân bay ở Sardinia để mở đường cho đoàn vận tải đi qua.[20]

Không quân Hoàng gia Ý có tổng cộng 328 máy bay (90 máy bay phóng lôi, 62 máy bay ném bom, 25 máy bay ném bom bổ nhào và 151 máy bay tiêm kích) và Luftwaffe có 456 máy bay (328 máy bay bổ nhào, 32 máy bay ném bom hạng trung và 96 máy bay tiêm kích). Người Đức đã huy động thêm 20 máy bay Junkers Ju 88 của Quân đoàn Không lực X (Fliegerkorps X) đóng ở Crete về Sicily vào ngày 11 tháng 8, và tám chiếc Ju 88 nữa từ Crete trong cùng ngày sau khi chúng hoàn thành nhiệm vụ hộ tống ở Aegean.
Hải quân Hoàng gia Ý có bốn thiết giáp hạm, 13 tuần dương hạm, 21 khu trục hạm, 28 xuồng cao tốc phóng lôi và 64 tàu ngầm, nhưng hầu hết các tàu chủ lực đều không được hoạt động vì thiếu nhiên liệu và không lực hỗ trợ. Hải quân Ý chỉ được cung cấp 12.000 tấn nhiên liệu vào tháng 6, tương đương với 20% mức tiêu thụ nhiên liệu của các đoàn tàu vận tải, và các thiết giáp hạm Ý phải tiếp nhiên liệu cho các tàu nhỏ hơn. Vì thiếu nhiên liệu, Mussolini đã nói với Hitler rằng họ chỉ có thể đánh chặn đoàn tàu vận tải Malta bằng tàu ngầm và máy bay trên bộ. Supermarina đã điều động Hải đội Tuần dương hạm số 3 của Phó Đô đốc Angelo Paroma, bao gồm tuần dương hạm Gorizia, Bolzano,Trieste và bảy khu trục hạm, và Hải đội Tuần dương hạm số 7 của Phó Đô đốc Luigi Sansonetti, bao gồm tuần dương hạm Eugenio di Savoia, Raimondo Montecuccoli và Muzio Attendolo và năm khu trục hạm, cộng thêm 18 tàu ngầm, 19 xuồng cao tốc phóng lôi (sáu xuồng MS và 13 xuồng MAS); trong khi đó người Đức có ba tàu ngầm và bốn xuồng S-boat. Do bị thiếu hụt máy bay tiêm kích để hộ tống tàu mặt nước, máy bay ném bom và máy bay phóng lôi, Mussolini đã ưu tiên sử dụng máy bay chiến đấu làm máy bay ném bom hộ tống và hỗ trợ lực lượng mặt nước. Thống chế Kesselring từ chối yêu cầu cung cấp máy bay hỗ trợ cho hạm đội Ý, vì bản thân họ cũng không đủ máy bay tiêm kích.

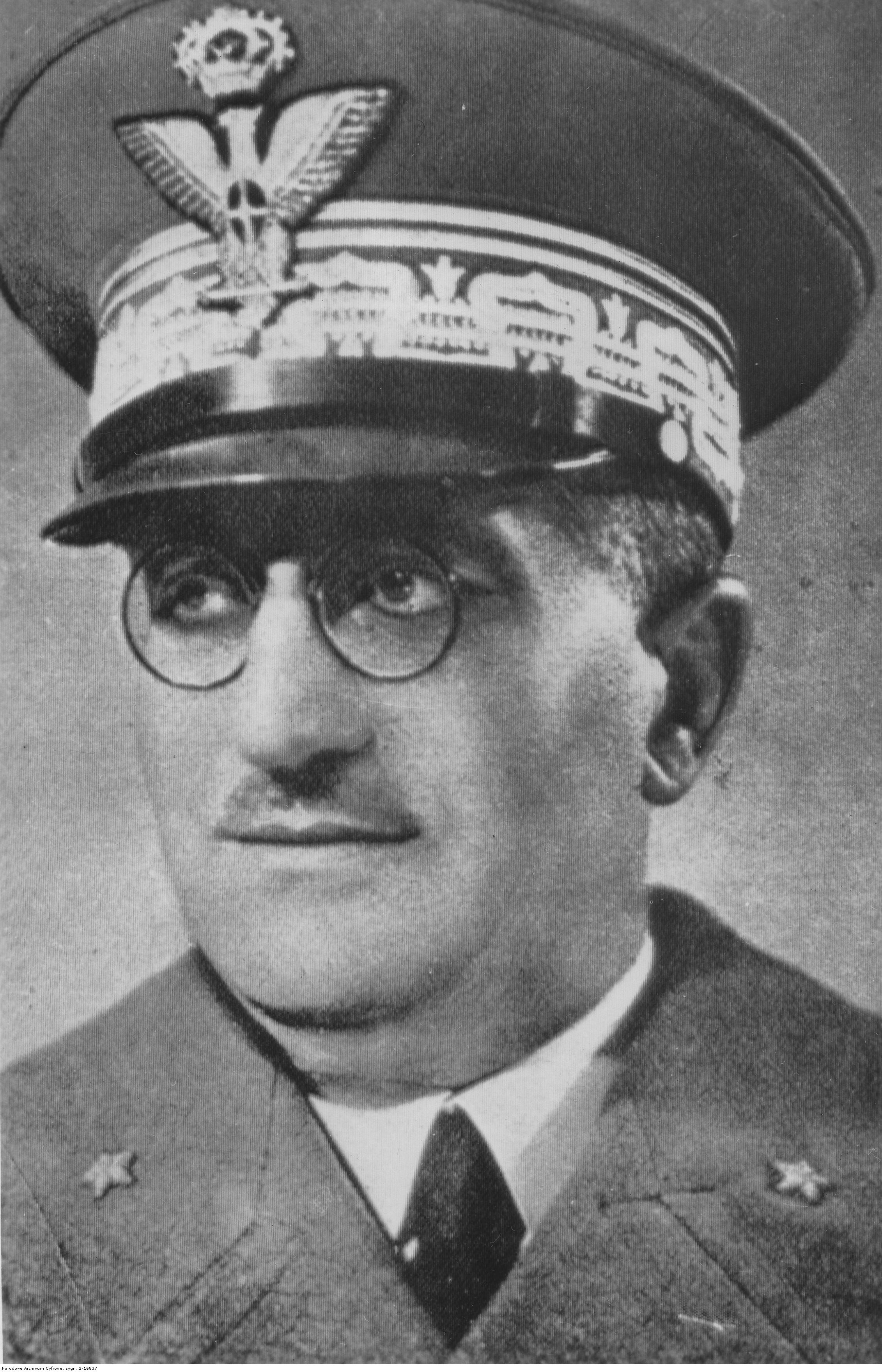
Nguyên soái Ugo Cavallero - Tổng tham mưu trưởng Quân đội Ý

Kesselring nghi ngờ về việc các tuần dương hạm hạng nặng của Ý có thể đạt được thành công ngay cả khi có không quân yểm hộ và cho rằng người Ý đã lấy cớ thiếu nhiên liệu. Chuẩn Đô đốc Eberhard Weichold, tùy viên quân sự Hải quân Đức Quốc Xã tại Rome, đã gửi kiến nghị rằng Luftwaffe nên cung cấp máy bay yểm trợ trên không cho tàu chiến Ý. Nguyên soái Ugo Cavallero, Tổng tham mưu trưởng Quân đội Ý, cũng mong muốn các tàu mặt nước Ý có cơ hội tham gia vào chiến dịch, nhưng Supermarina không muốn tung các tàu chủ lực của họ vào trận chiến mà không có máy bay hỗ trợ. Chiến thuật đánh chặn của phe Trục sẽ tương tự như chiến thuật từng được họ áp dụng trong Chiến dịch Harpoon của người Anh vào tháng 6 năm 1942; họ sẽ mở một đợt trinh sát đường không phối hợp diện rộng ở phía tây Địa Trung Hải vào ngày 11 và 12 tháng 8, máy bay tấn công của phe Trục sẽ trực chiến sẵn ở Sicily và Sardinia; tàu ngầm Ý-Đức, tàu phóng lôi và thủy lôi được phe Trục sử dụng triệt để để tạo thành một lớp hàng rào phòng thủ liên tiếp. Bốn lớp phòng thủ này sẽ gây phân tán đoàn vận tải của người Anh và sau đó sẽ bị lực lượng tuần dương hạm và khu trục hạm Ý tấn công tiêu diệt. 22 máy bay ném bom phóng lôi, khoảng 125 máy bay nhém bom bổ nhào và tiêm kích hộ tống, và 40 máy bay ném bom hạng trung sẽ được sử dụng trong một cuộc tấn công đồng bộ. Người Ý ưu tiên máy bay cho việc tiêu diệt các hàng không mẫu hạm Anh đầu tiên, để ngăn chặn chúng tung máy bay can thiệt khi đội tàu mặt nước của Ý áp sát đoàn vận tải của Anh. Hải quân phe Trục có 19 tàu ngầm ở phía tây Địa Trung Hải, chín chiếc trong số đó đóng quân ở phía bắc Algeria; 10 tàu khác sẽ chờ sẵn ở khu vực giữa Fratelli Rocks và cửa eo biển Skerki, một vài chiếc sẽ dàn trận ở phía tây bắc Cap Bon để phối hợp với máy bay tấn công. Một tàu ngầm của Ý sẽ tuần tra sẵn ở phía tây Malta, một chiếc ngoài khơi Navarino của Hy Lạp và ba chiếc nữa cách đảo Crete khoảng 161 km về phía tây-tây nam.
Từ tháng 6 năm 1940 tới tháng 4 năm 1942, Hải quân Hoàng gia Ý đã rải khoảng 2.320 quả thủy lôi tại khu vực giữa Cap Granitola, nằm ở cuối phía tây nam Sicily và Pantelleria, 1.020 quả giữa Pantelleria và Ras el Mustafa, Tunisia, 6.880 quả tại khu vực giữa Quần đảo Aegadian và Cap Bon, và 1.040 quả ở giữa vùng biển Bizerte và Keith Rock. Người Ý dự tính sẽ rải thêm một bãi thủy lôi nữa ở ngoài khơi Cap Bon vào đêm ngày 11/12 tháng 8, ngay trước khi đoàn vận tải Anh đi qua khu vực này. Đêm ngày 12/13 tháng 8, 13 xuồng MAS, sáu xuồng MS và bốn xuồng S-boat đã trực chiến sẵn ở phía nam Marettimo và ngoài khơi Cap Bon, và sau đó di chuyển về Pantelleria. Hải đội Tuần dương hạm số 3 và 7 sẽ đóng cách Pantelleria khoảng 120 dặm về phía bắc vào buổi chiều ngày 12 tháng 8, sau đó di chuyển trong đêm về phía nam Pantelleria để tấn công những gì còn lại của đoàn tàu Anh trước bình minh. Các sĩ quan phe Trục tin rằng họ sẽ có đủ máy bay để áp đảo hoàn toàn các đơn vị bay của người Anh ở Malta. Nếu có một đoàn tàu vận tải Đồng Minh khởi hành từ Ai Cập, chúng sẽ bị đánh chặn bởi Hải đội Tuần dương hạm số 8 đóng ở Navarino, Hy Lạp, nhưng Hải đội 8 đã được lệnh di chuyển vào Biển Ionian vào ngày 12 tháng 8 để hỗ trợ cho Hải đội 3.

#### Sự chuẩn bị
Các nhà hoạch định phe Trục hoàn toàn không có đủ thông tin về kế hoạch của người Anh, nhưng họ có kiến thức khá rõ ràng về đội hình và lộ trình di chuyển của phe Đồng Minh ở Địa Trung Hải. Cơ quan tình báo Abwher đã gửi báo cáo cho Kesselring vào ngày 5 tháng 8 rằng phe Đồng Minh đang chuẩn bị cho một chiến dịch tiếp vận Malta lớn từ phía tây, phối hợp đồng thời với cuộc tấn công ở Mersa Matruh, Ai Cập của họ. Máy bay ném bom Đồng Minh ở Malta được cho là sẽ tấn công tàu chiến Ý, trong khi các đơn vị tiêm kích sẽ làm nhiệm vụ không yểm cho đoàn vận tải đi qua Eo biển Sicily. Người Đức cũng coi đó sẽ là một mối đe dọa với Crete nếu đoàn vận tải cập bến Malta, nên Kesselring đã cho tăng cường các đơn vị không quân Đức đóng ở Sicily và Crete, và cho điều chuyển máy bay từ Crete về Sardinia and Sicily. Fliegerkorps II đã cắt giảm hoạt động bay của họ và thiết lập căn cứ mới ở Elmas, Sardinia để tiếp nhận các đợt tiếp viện của Fliegerkorps X ở phía đông Địa Trung Hải. Vào sáng ngày 8 tháng 8, một báo cáo được gửi đến với nội dung là một hàng không mẫu hạm lớp Argus và bốn khu trục hạm đã cập bến Gibraltar và các đặc vụ của Abwher liên tục ghi nhận rằng có rất nhiều hoạt động vận tải diễn ra ở Eo biển Gibraltar vào đêm ngày 8/9 tháng 8. Đến ngày 10 tháng 8, 220 máy bay của Luftwaffe đã có mặt ở Sicily cùng với 300 máy bay của Không quân Hoàng gia Ý và 150 máy bay Ý khác được tập hợp ở Sardinia.
Các tàu ngầm Ý được lệnh tập hợp thành ba hàng rào tuần tra để đánh chặn đoàn vận tải. Vào ngày 12 tháng 8, Kesselring bắt đầu thảo luận với Bộ tư lệnh cấp cao của Ý (Comando Supremo) về việc phối hợp lực lượng phe Trục cho chiến dịch sắp tới. Trong buổi sáng, Kesselring báo cáo rằng Luftwaffe hoàn toàn cam kết sẽ thực hiện việc hộ tống cho máy bay ném bom, nhưng không thể hỗ trợ cho các tàu Ý, và đề nghị hỗ trợ rải thủy lôi nhưng việc này đã được Hải quân Hoàng gia Ý tiến hành từ trước. Việc Không quân Đức Quốc Xã không thể cung cấp máy bay yểm trợ trên không cho hạm đội Ý đã làm giả đáng kể cơ hội đánh chặn hạm đội người Anh.
Trong cuộc họp vào buổi chiều cùng ngày, vấn đề hạm đội mặt nước tiếp tục được đưa ra để thảo luận. Do mối đe dọa bị máy bay Anh đóng ở Malta tấn công là rất lớn, Nguyên soái Cavallero đã đi đến quyết định rằng ông không thể mạo hiểm toàn bộ hạm đội Ý nếu không có sự hỗ trợ đầy đủ của máy bay Đức. Buổi họp đã thống nhất rằng, tàu ngầm Ý sẽ tấn công đón đầu đoàn vận tải tại khu vực Quần đảo Algier và Balearic, xuồng phóng lôi sẽ phục kích tại khu vực Cap Bon và Pantelleria, và những gì còn lại của hạm đội vận tải sẽ được Hải đội Tuần dương hạm số 3 và 7 kết liễu. Trung tướng Rino Corso Fougier, Tham mưu trưởng Không quân Hoàng gia Ý, đã báo cáo rằng ông có 40 máy bay chiến đấu và máy bay ném bom hiện đại và ngày hôm trước (ngày 11 tháng 8), 101 máy bay đã được chuyển từ Ý đến Sardinia và Sicily, nâng tổng số máy bay trực chiến lên của người Ý lên 247 chiếc, nhưng Fougier không bắt đầu các cuộc tấn công cho đến ngày 13 tháng 8. Ngoài ra, có thêm 20 máy bay ném bom tầm xa từ Crete, 10 máy bay phóng lôi từ Grosseto đã được huy động về Sardinia. Tại Sicily, 15 đội bay đang nghỉ ngơi sau các chiến dịch trước đó đã được báo động và tiếp nhận thêm sáu máy bay tiêm kích tầm xa Bf 110 từ Châu Phi.

## Diễn biến

### Ngày 9/10 tháng 8

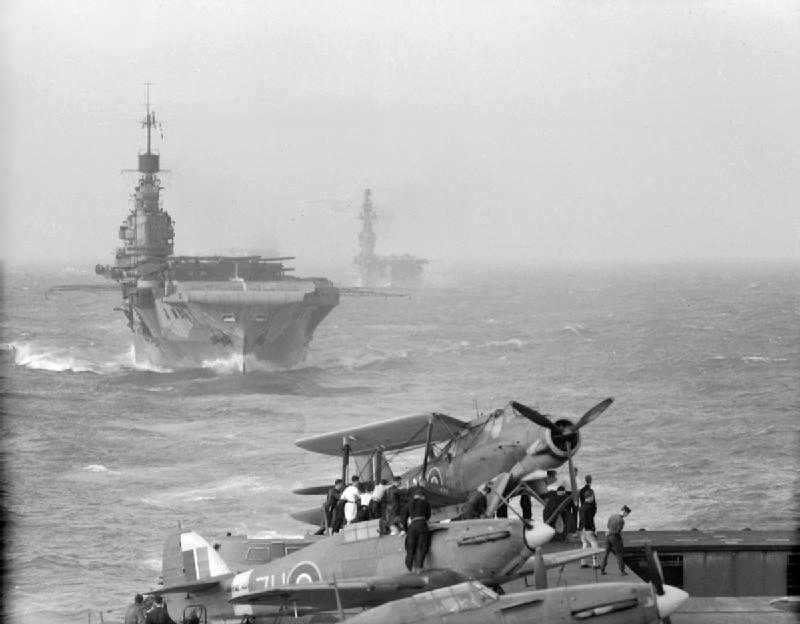
Nhóm hàng không mẫu hạm của Lực lương Z đang tiến vào Eo biển Gibraltar, 10 tháng 8 năm 1942. Từ gần đến xa: HMS Victorious, HMS Indomitable và HMS Eagle.

Lực lượng R rời Gibraltar vào ngày 9 tháng 8, chuẩn bị hội quân với đoàn vận tải ở phía nam Majorca; Lực lượng F đi qua Eo biển Gibraltar trong đêm không trăng và nhiều sương mù vào đêm ngày 10 tháng 8. Dù thời tiết xấu như vậy, hạm đội Anh vẫn bị các đặc vụ Abwher ở bờ biển Gibraltar và Ceuta phát hiện. Tình báo Anh nhanh chóng giải mã được các đoạn tin được đặc vụ Abwher gửi về sở chỉ huy, và nẵm rõ được cách phía Đức-Ý tiếp nhận thông tin và kế hoạch đánh chặn đoàn vận tải của họ. Vào khoảng 08:00 ngày 10 tháng 8, máy bay trinh sát của Đức phát hiện ra đoàn vận tải, và báo cáo lúc 12:45 rằng đoàn tàu đang cách Algiers khoảng 130 km về phía bắc.
Lúc 17:00, máy bay trinh sát của Vichy Pháp báo cáo phát hiện ra hai hàng không mẫu hạm, hai thiết giáp hạm, hai tuần dương hạm, 14 khu trục hạm và 12 tàu vận tải cách Oran 93 km về phía bắc. Máy bay trinh sát của Đức báo cáo lúc 19:00 rằng có một đoàn vận tải gồm hai thiết giáp hạm, hai hàng không mẫu hạm, hai tuần dương hạm, 14 khu trục hạm và 12 tàu vận tải đang di chuyển theo hướng đông, cách Oran 102 km về phía bắc-đông bắc. Cuối chiều ngày 10 tháng 8, Kesselring và Supermarina được thông tin rằng có một hạm đội gồm 40-50 tàu, có thể có hai hàng không mẫu hạm và 19 tàu vận tải, đang ở phía tây Địa Trung Hải, di chuyển về hướng đông với tốc độ khoảng 13 đến 14 kn (24 đến 26 km/h; 15 đến 16 mph). Đoàn tàu này được cho là sẽ ở phía nam Majorca lúc 06:00 ngày 11 tháng 8 và cùng thời điểm đó ở phía nam Sardinia vào ngày 12. Fliegerkorps II được đặt vào tình trạng sẵn sàng chiến đấu và Fliegerkorps X được lệnh tiến hành bay do thám ở phía đông Địa Trung Hải sau bình minh ngày 11 tháng 8.

### Ngày 11 tháng 8
Dù có nguy cơ bị tàu ngầm Đức-Ý tấn công, ba tuần dương hạm và 26 khu trục hạm đã hoàn thành việc tiếp dầu từ tàu chở dầu Dingledale và Brown Ranger vào bình minh ngày 11 tháng 8. Đoàn vận tải hiện đang ở phía nam Quần đảo Balearic, trên lộ trình đi về Cap Bon, và vào khoảng 06:20, đoàn vận tải bị một tàu ngầm U-boat phát hiện. Lúc 08:15, máy bay trinh sát của Luftwaffe báo cáo vị trí đoàn vận tải đang cách Algiers khoảng 176 km về phía tây bắc; 15 phút sau, một chiếc Ju 88 được lệnh bám đuôi đoàn vận tải ở độ cao 6.100–7.300 m và tiến hành nhiệm vụ đó đến cuối ngày. Đến trưa, đoàn vận tải cách Majorca khoảng 139 km về phía nam, di chuyển về phía đông theo đội hình zigzag. Furious bắt đầu phóng máy bay từ khoảng 12:30 đến 15:15, với 38 chiếc Spitfire thực hiện chuyến bay dài 555 đến 584 nmi (1.028 đến 1.082 km; 639 đến 672 mi) tới Malta, rồi con tàu quay trở về Gibraltar cùng đội hộ tống.

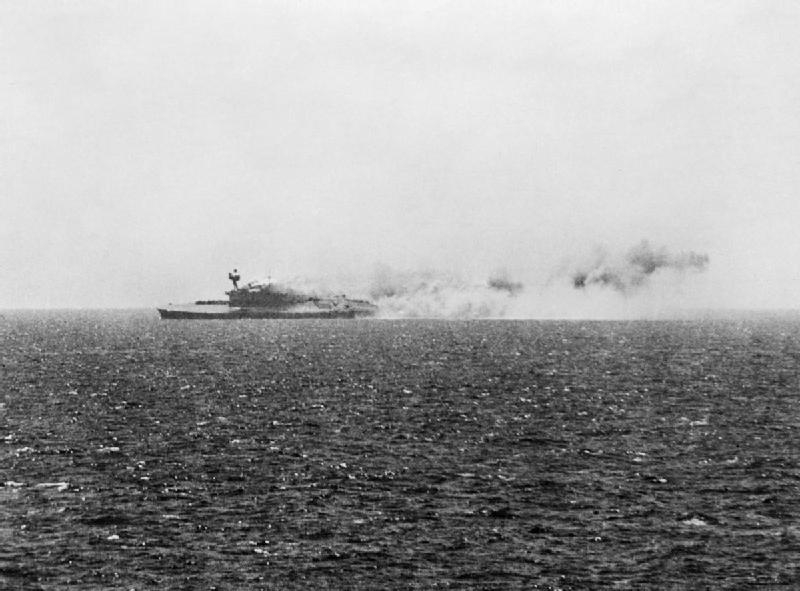
Hàng không mẫu hạm HMS Eagle đang chìm sau khi trúng bốn quả ngư lôi từ tàu ngầm U-73 của Đức, 11 tháng 8 năm 1941

Giải mã Enigma cho biết vào lúc 11:55, các tuần dương hạm hạng nhẹ Eugenio di Savoia, Raimondo Montecuccoli, Muzio Attendolo thuộc Hải đội Tuần dương hạm số 7 ở Cagliari đã được Supermarina ra lệnh có mặt tại vị trí chiến đấu trước hai giờ từ 18:00, cùng với các tuần dương hạm hạng nặng Gorizia, Bolzano và Trieste thuộc Hải đội Tuần dương hạm số 3 ở Messina, và tàu ngầm Ý đã trực chiến ở phía bắc Bizerte lúc 13:00. Ba tàu ngầm của phe Trục được nhìn thấy rời Cagliari lúc 20:45, và người Anh được thông tin rằng lúc 18:00, Hải đội Tuần dương hạm số 7 cùng 17 khu trục hạm, đã di chuyển về phía đông, và Hải đội Tuần dương hạm số 3 đã khởi hành từ Messina và Napoli. Tình báo Đồng Minh còn bắt được thông tin rằng sự xuất hiện của đoàn vận tải được Tập đoàn quân thiết giáp Châu Phi (Panzerarmee Afrika) cho là mối đe dọa lớn tới Tobruk. Kesselring tin rằng sẽ có một cuộc đổ bộ ở bờ biển Bắc Phi và ông đã ra lệnh sẵn sàng ngăn chặn một cuộc đổ bộ tiềm tàng của Đồng Minh vào ngày 12. Không quận Châu Phi (Luftgau Afrika) dự đoán sẽ có một cuộc đổ bộ ở Tripoli vào ngày 13 hoặc 14 tháng 8. Lúc 08:00, tàu ngầm U-73 phát hiện ra hạm đội của Anh ở ngoài tầm bắn, được theo sau bởi một nhóm tàu khác có hàng không mẫu hạm HMS Eagle. U-73 thu hẹp khoảng cách còn khoảng 370 m và bắn bốn quả ngư lôi về phía Eagle. Eagle trúng trọn bốn quả ngư lôi vào lúc 13:15 và bị chìm cách phía nam Mũi Salinas 130 km, 150 km về phía bắc Algiers, chỉ trong vòng bốn phút sau khi bị bắn trúng. Khu trục hạm Lookout, Laforey và tàu kéo Jaunty đã cứu được 929 người, 231 người cùng 16 chiếc Sea Hurricane đã chìm theo con tàu. Lúc 14:30, một chiếc Ju 88 thuộc Liên đoàn Trinh sát 122 (Aufklärungsgruppe 122), đã thực hiện phi vụ bay trinh sát và theo dõi hạm đội người Anh ở độ cao quá mức độ cao chiếc Sea Hurricane có thể đánh chặn. 27 máy bay ném bom Ju 88 và ba máy bay phóng lôi He 111 của Luftwaffe bắt đầu tấn công lúc 20:56, khi đoàn vận tải đang cách Sardinia khoảng 370 km. Cuộc tấn công thất bại khi không con tàu Anh nào bị hư hại và hai chiếc Ju 88 bị bắn hạ. Trong đêm ngày 11, các sân bay dã chiến của Đức ở Sardinia đã bị không kích bởi các đơn vị bay B-24 Liberator và Beaufighter, phá hủy một nhà chứa và nhiều máy bay khác.

#### Đêm, ngày 11/12 tháng 8
Đêm ngày 11/12 tháng 8, Hải đội Tuần dương hạm số 3 và 7, cùng 17 khu trục hạm của Ý đã rời cảng Cagliari, Messina và Napoli để giao chiến với hạm đội Anh. Bộ chỉ huy Malta sau đó đã gửi một mệnh lệnh tới một chiếc máy bay ném bom Wellington đang làm nhiệm vụ rải pháo sáng về việc dẫn đường cho một đội ném bom B-24 Liberator, thực chất là để đánh lừa hạm đội Ý. Tuy nhiên, Supermarina đã hủy bỏ chiến dịch đánh chặn trước khi người Anh kịp gửi mệnh lệnh đi vì họ không có không lực hỗ trợ.
Lúc 00:20, thông qua giải mã Enigma, tình báo Anh nắm bắt được thông tin rầng tình báo Ý đã phát hiện ra bốn tuần dương hạm và 10 khu trục hạm Anh và nghĩ rằng một phần của đoàn tàu vận tải có thể đang tiến đến phía đông Địa Trung Hải. Enigma cũng cho biết rằng Fliegerkorps II đã gửi mệnh lệnh tới các đơn vị các máy bay tiêm kích của Không đoàn Tiêm kích 77 (Jagdgeschwader 77 - JG 77) tại Elmas, Sardinia, về việc chuẩn bị tấn công một đoàn tàu vận tải tại khu vực Eo biển Sicily vào rạng sáng ngày 12 tháng 8. Fliegerkorps II được lệnh phối hợp với các máy bay của Regia Aeronautica ở Sicily và Sardinia, tung ra các đợt máy bay tiêm kích hỗ trợ tấn công đoàn tàu vận tải.

Tình báo Anh kết luận rằng đoàn vận tải và lực lượng hộ tống hùng mạnh của chúng đã khiến bộ chỉ huy phe Trục lo sợ về một cuộc đổ bộ bất ngờ ở đâu đó tại Bắc Phi hoặc Crete. Phe Trục đã giả định rằng nếu đảo Crete là mục tiêu, thì cuộc đổ bộ sẽ diễn ra trước ngày 14 tháng 8. Ngoài ra, họ đã cho tăng cường bố phòng ở khu vực Benghazi–Tripoli của Libya, và một phi đội Messerschmitt Bf 109 và máy bay ném bom tầm xa đóng tại Derna đã được lệnh sẵn sàng di chuyển tới Benghazi hoặc Tripoli dưới sự hỗ trợ của máy bay vận tải Ju-52. Tập đoàn quân thiết giáp Châu Phi đã tổ chức sẵn nhiều phân đội nhỏ để chống lại cuộc đổ bộ và đã cho di chuyển lực lượng đến đóng quân ở Sollum–Mersa Matruh để bảo vệ bờ biển phía đông Tobruk. Lúc 07:00, toàn bộ tuyến vận tải đi từ Bắc Phi đến Ý và Aegean đều được cho ngừng hoạt động và đến chiều muộn cùng ngày, tình báo Anh được biết rằng Luftwaffe đoán sẽ có cuộc đổ bộ vào Tripoli vào ngày 13 hoặc 14 tháng 8. Máy bay tiêm kích và máy bay ném bom đã được tiếp viện từ Sicily và thông qua Enigma, người Anh đã thu được một bức điện từ Thống chế Đế chế (Reichsmarschall) Hermann Göring, Tổng tư lệnh của Luftwaffe, rằng Luftwaffe
... sẽ tiến hành chiến dịch với mục tiêu hàng đầu là tiêu diệt đoàn vận tải của người Anh ... Việc tiêu diệt đoàn vận tải này có một tầm quan trọng mang tính quyết định.— Göring

và các cuộc tấn công sẽ nhằm thẳng vào các hàng không mẫu hạm và tàu vận tải của người Anh. Lúc 00:54, khu trục hạm Wolverine, cùng bốn khu trục hạm khác, đã tách ra khỏi nhóm hộ tống Furious để tiến hành nhiệm vụ săn ngầm. Radar của Wolverine phát hiện ra một tàu ngầm đối phương cách vị trí hiện tại khoảng cách 4.900 yd (4.500 m). Đội khu trục hạm tăng tốc và hoa tiêu của Wolverine phát hiện ra tàu ngầm Dagabur của Ý ở khoảng cách tầm 700 yd (640 m). Wolverine tông thẳng vào con tàu ngầm đang nổi trên mặt nước với tốc độ 27 kn (50 km/h; 31 mph), khiến Dagabur gãy đôi và chìm với toàn bộ thủy thủ đoàn.

### Ngày 12 tháng 8

#### Buổi sáng

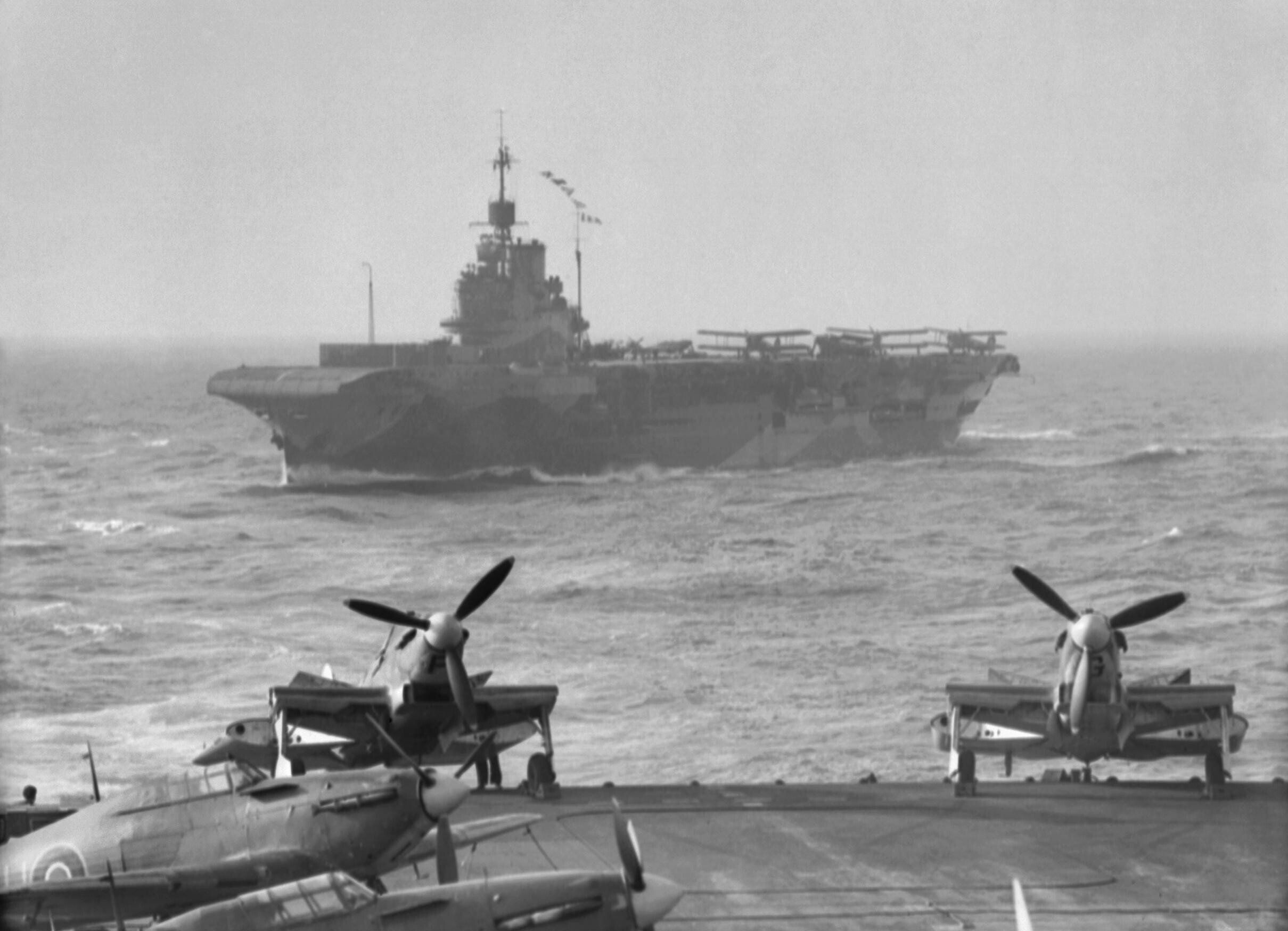
Hàng không mẫu hạm Indomitable đổi vị trí trong đội hình, sáng 12 tháng 8 năm 1942. Ảnh chụp từ Victorious

Máy bay Ju 88 của Đức tiếp tục bám đuôi đoàn vận tải Anh lúc 05:00 và vào 06:10, Indomitable đã phóng máy bay Martlet để bắn hạ chiếc trinh sát này, với bốn chiếc Sea Hurricane và Fulmar được phóng từ Victorious và Furious, nhưng chúng không thể leo lên độ cao và bắt kịp tốc độ của Ju 88. Lúc 09:15, khi đoàn vận tải đang cách Sardinia khoảng 240 km về phía nam-tây nam, thì phát hiện ra 19 máy bay ném bom Ju 88 của Không đoàn Đa nhiệm số 1 (Lehrgeschwader 1 - LG 1) ở khoảng cách 46 km. Bốn chiếc bị máy bay Anh đánh chặn và bắn rơi, và hai chiếc khác được hỏa lực phòng không tuyên bố bắn hạ, đổi lại Không lực Hải quân Anh mất một máy bay. Đội bay Đức sau đó báo cáo đã gây thiệt hại nặng cho đoàn vận tải Anh, nhưng thực tế không một tàu hàng nào của Anh bị trúng bom, và thêm ba máy bay trinh sát của Ý cũng bị bắn hạ trong cuộc tấn công. Cùng thời điểm đó, một nhóm máy bay ném bom Beaufighter đang tiến hành nhiệm vụ không kích ở Sardinia thì phát hiện ra Hải đội Tuần dương số 7 của Ý đang neo đậu trong khu vực và đã gửi thông tin đến hạm đội Anh. Hải đội 7 đã khởi hành từ Cagliari qua biển Tyrrhenian lúc 08:10 ngày 11 tháng 8, được hộ tống bởi khu trục hạm Maestrale, Oriani và Gioberti, đến điểm hẹn với tuần dương hạm Attendolo từ Napoli.
Cũng trong sáng ngày 12, tuần dương hạm Trieste khởi hành từ Genoa về Napoli với khu trục hạm Fuciliere và tàu phóng lôi Ardito để hội quân với Hải đội 3. Phó Đô đốc Angelo Paroma đã cho Hải đội 3 đã rời Messina sớm cùng với tuần dương hạm Gorizia, Bolzano và sáu khu trục hạm sau khi nhận được tín hiệu từ U-83 rằng bốn tuần dương hạm và mười khu trục hạm của Anh (MG 3) đã được phát hiện ở gần đảo Crete. Đội tàu Ý tập trung ở ngoài khơi Palermon, cách Ustica 110 km về phía bắc, và di chuyển về phía nam theo hai hải đoàn riêng biệt, dẫn đầu bởi hai tàu phóng lôi Climene và Centauro. Mọi động tĩnh trên đều được các máy bay trinh sát Anh phát hiện và vào lúc 18:54, một chiếc Martin Baltimore báo cáo thấy tàu chiến Ý tập kết tại Napoli. Dù vậy, Thiếu tướng Keith Park ở Malta vẫn không hề lo lắng và không cho máy bay của ông xuất kích tới khi đoàn vận tải Anh bắt đầu chịu những tổn thất đầu tiên; năm máy bay ném bom Wellington đã được cử đi truy tìm hạm đội Ý, 15 máy bay phóng lôi Beaufort và 15 máy bay tiêm kích Beaufighter được đặt vào trạng thái sẵn sàng chiến đấu.
Đợt tấn công quy mô nhất nhằm vào hạm đội Anh diễn ra vào tầm trưa bởi các máy bay cất cánh từ Sardinia:
- Đợt 1: bao gồm mười máy bay ném bom Savoia-Marchetti SM.84 thuộc Liên đoàn Ném bom 38 (38° Gruppo BT), tám máy bay tiêm kích Fiat CR.42 gắn bom của Liên đoàn Tiêm kích 24 (24° Gruppo CT) và được hộ tống bởi 14 máy bay Macchi C.202 Folgore.[45]
- Đợt 2: theo sau đợt 1 năm phút, được tiến hành bởi chín máy bay ném bom Savoia-Marchetti SM.79 và mười chiếc SM.84 tấn công đoàn vận tải từ bên phải, được hộ tống bởi 21 máy bay tiêm kích Reggiane Re.2001, 21 chiếc SM.79 và 12 chiếc Re.2001 sẽ tấn công từ bên trái, tất cả đều nhằm vào các con tàu vận tải. Đợt thứ hai đã xuất kích trễ 15 phút do không đủ nhân viên kỹ thuật cơ khí cho các máy bay Re.2001, nên chỉ có 31 chiếc có thể cất cánh được.[45]
- Đợt 3: được tiến hành bởi một cặp máy bay Re.2001G/V được gọi là Sezione Speciale (Phi tuần Đặc biệt). Mỗi chiếc dự tính được lắp bom xuyên giáp tầm thấp 630 kg, nhưng được thay thế bởi bom mặt đất. Chúng sẽ bay kèm một chiếc SM.79 mang bom 1.000 kg và được điều khiển bằng sóng vô tuyến đặc biệt bởi Chuẩn tướng Ferdinando Raffaelli - Trưởng Phòng 5 (Phòng nghiên cứu kỹ thuật quân sự) của Bộ Tham mưu Không quân Hoàng gia Ý, từ một chiếc Cant Z1007. Đợt này được hộ tống bởi năm máy bay tiêm kích Fiat G.50 thuộc Liên đoàn Tiêm kích 24 (24° Gruppo CT).[45]

Hai đợt tấn công đầu tiên không đạt được nhiều hiệu quả do vấp phải hỏa lực phòng không mạnh mẽ của người Anh, với không một quả bom và quả ngư lôi nào được ném trúng mục tiêu. Trong đợt tấn công thứ ba, chiếc SM.79 bị đứt sóng kết nối với chiếc Z1007 của tướng Raffaelli và đâm vào Mũi Khenchela ở Algeria, thay vì đâm vào hàng không mẫu hạm Anh như kế hoạch. Đội Sezione Speciale, do bị nhận dạng nhầm là máy bay Sea Hurricane, đã áp sát tàu chiến Anh thành công và cắt trúng hai quả bom vào hàng không mẫu hạm Victorious, một quả trong số nó phát nổ khiến sáu thủy thủ thiệt mạng và hai người khác bị thương.

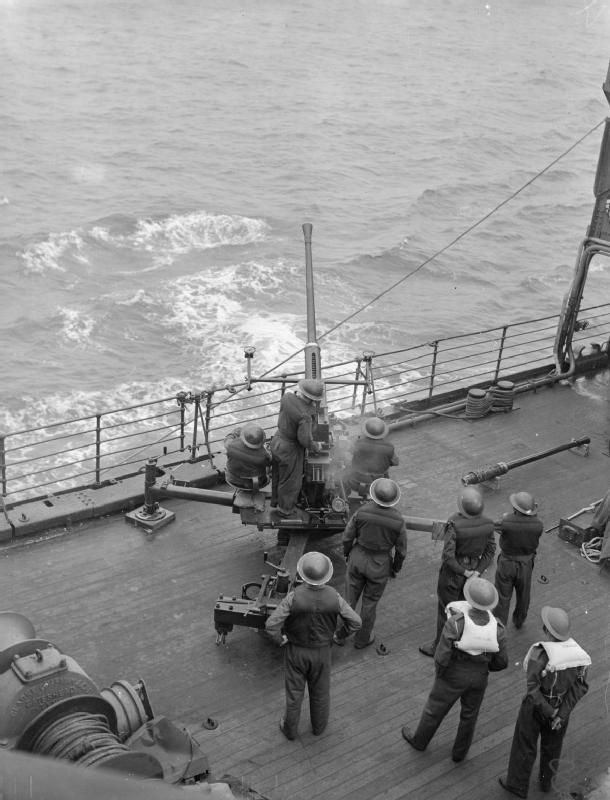
Một tổ pháo phòng không 40mm Bofors trên tàu vận tải Melbourne Star

Phối hợp với đợt hai và đợt ba của người Ý là 37 máy bay ném bom Ju 88 thuộc Không đoàn Ném bom 54 (Kampfgeschwader 54) và Không đoàn ném bom 77 (Kampfgeschwader 77), cất cánh từ Sicily và được hộ tống bởi 21 chiếc Bf 109. Người Đức đã làm nhiễu radar của người Anh ở Malta nên toàn bộ đội bay Đức, trừ bốn chiếc phải quay trở lại do lỗi kỹ thuật, đã qua mặt thành công bốn chiếc Fulmar làm nhiệm vụ đánh chặn. Đội bay này đã làm hư hại nặng tàu vận tải Deucalion, buộc con tàu phải tách ra khỏi đoàn vận tải với sự hộ tống của khu trục hạm HMS Bramham. Dù đã tung một số lượng lớn máy bay vào cuộc tấn công, bao gồm 117 máy bay Ý và 58 máy bay Đức, họ chỉ làm hư hại nhẹ hàng không mẫu hạm Victorious và tàu vận tải Deucalion. Hỏa lực phòng không của Anh đã khiến nhiều đội bay Ý phải cắt bom và ngư lôi sớm, nhưng chúng có thể quay trở lại Sardinia để tiếp tế, bổ sung nhiên liệu để chuẩn bị tấn công lần nữa. Một chiếc Cant Z1007 và vài máy bay khác của Luftwaffe tiếp tục bám đuôi theo dõi đoàn vận tải Anh.
Giải mã Enigma của người Anh cho biết vào lúc 18:30 ngày 12 tháng 8, một nhóm S-boat đã khởi hành từ Porto Empedocle ở Sicily đến Cap Bon và sẽ hoạt động trong khu vực cho đến khoảng 04:30 ngày 13 tháng 8. Lúc 21:45, tình báo Anh thu được bản báo cáo của Fliegerkorps II có tiết lộ rằng các chỉ huy phe Trục nghĩ có 51 tàu Anh ở Địa Trung Hải, bao gồm hai hàng không mẫu hạm, hai thiết giáp hạm, bảy tuần dương hạm và 20 khu trục hạm, Người Đức lầm tưởng rằng hạm đội này có một hàng không mẫu hạm lớp Yorktown của Hoa Kỳ, nhưng họ đã xác định chính xác hai thiết giáp hạm Rodney và Nelson. Đoàn vận tải được cho là có 13 tàu vận tải, chở theo 105.000 tấn Anh (107.000 t) và được bảo vệ bởi 10-16 máy bay chiến đấu và có hệ thống phòng không đáng kể. Tàu ngầm Ý, Brin, khi đang cố gắng áp sát đoàn vận tải thì bị lực lượng khu trục hạm tấn công và phải rút lui. Lúc 09:30, tàu ngầm Giada bị máy bay ném bom Short Sunderland tấn công khiến con tàu bị hư hại nhẹ ở ngoài khơi Algiers, và bị hư hại nặng hơn bởi cuộc tấn công của một chiếc Sunderland khác lúc 13:34.

#### Buổi chiều

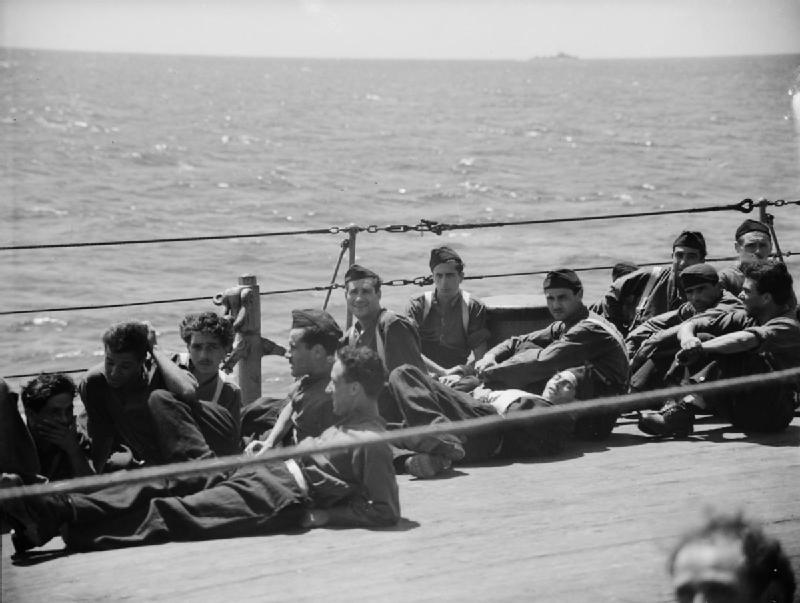
Thủy thủ đoàn của tàu ngầm Cobalto đang nằm nghỉ ngơi trên khu trục hạm Ithuriel. Họ được cứu sống sau khi Cobalto bị Ithuriel đâm chìm vào giữa chiều ngày 12 tháng 8 năm 1942

Lúc 16:30, tàu ngầm Emo của Ý tiếp cận đoàn vận tải và vào vị trí để tấn công hàng không mẫu hạm của người Anh. Khi còn cách mục tiêu khoảng 2.000 m (2.200 yd), đoàn vận tải bất ngờ đổi hướng khiến Emo phải chuyển mục tiêu, bắn bốn quả ngư lôi và lặn xuống. Đoàn vận tải tiếp tục đổi hướng khiến bốn quả ngư lôi đều trượt, và Emo bị hoa tiêu từ khu trục hạm Tartar phát hiện. Khu trục hạm Lookout tách khỏi đoàn và nhanh chóng tiến về vị trí có kính tiềm vọng trồi lên, nhưng thực chất đó là kính tiềm vọng của tàu ngầm Avorio và Avorio phải lặn khẩn cấp để tránh Lookout; đến 17:40, Lookout quay trở về đội hình chính. Lúc 16:49, tàu ngầm Cobalto bị khu trục hạm Ithuriel tấn công bằng mìn chống ngầm, buộc con tàu phải nổi lên và bị Ithuriel húc chìm lúc 17:02. Ithuriel mất hai thủy thủ sau khi hai người này trèo vào trong chiếc tàu ngầm để giữ cho tàu nổi, hai thủy thủ Ý mất tích và những người còn lại đã được người Anh cứu sống. Do chịu hư hỏng nặng bởi cú đâm và mất hệ thống Asdic trong quá trình đó, Ithuriel được lệnh quay trở về Gibraltar để sửa chữa. Để làm giảm thiểu mối đe dọa của tàu ngầm Ý, Đô đốc Syfret đã ra lệnh cho hai khu trục hạm ở hai bên cánh đoàn vận tải, cứ mười phút thì thả bom chìm một lần để tàu ngầm Ý không dám tiếp cận hạm đội của ông.

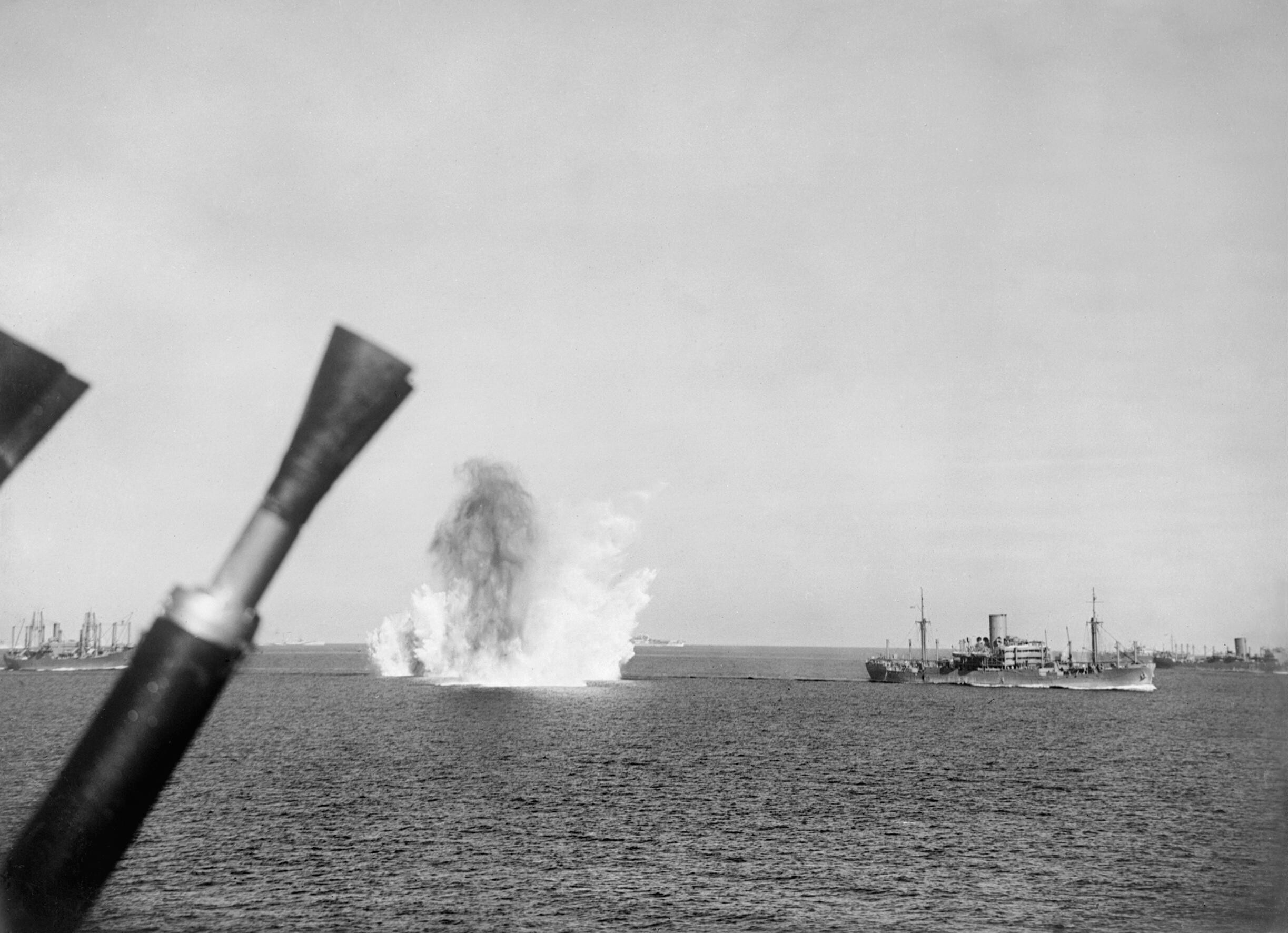
Một quả bom được thả trượt về phía đuôi của tàu vận tải MS Glenorchy, 12 tháng 8 năm 1942

Các đơn vị bay của Regia Aeronautica ở Sardinia đã tập hợp được đội bay tấn công gồm tám máy bay ném bom bổ nhào Cr.42, chín máy bay hộ tống Re.2001 và thêm chín chiếc SM.79 xuất phát từ Decimomannu. Đội SM.79 không tìm thấy mục tiêu và một chiếc Re.2001 bị máy bay của Phi đoàn 806 bắn hạ. Khi đoàn vận tải đi qua vĩ tuyến 10, 105 máy bay ở Sicily được lệnh sẵn sàng xuất kích theo ba đợt khác nhau. Tuy nhiên, họ không có máy bay hộ tống, do toàn bộ số máy bay Re.2001 thuộc Liên đoàn Tiêm kích số 2 (2° Gruppo CT) đã rời Sicily để hộ tống các đội bay từ Sardinia và đã hạ cánh ở Sardinia. Do đó, các đội bay ném bom và phóng lôi được lệnh bay về Pantelleria để phối hợp với Liên đoàn Ném bom 51. Tại thời điểm đó, đội bay Fulmar từ hàng không mẫu hạm Victorious đã đánh chặn và bắn hạ thành công một chiếc SM.79 của Ý đang theo dõi hạm đội Anh, nhưng không tìm ra chiếc Cant Z1007 còn lại. Fliegerkorps II dù được lệnh phối hợp với không quân Ý, nhưng cả hai bên đều hoạt động độc lập. Liên đoàn I của Không đoàn Ném bom Bổ nhào số 3 (I Gruppe, Sturzkampfgeschwader 3), đã được điều động từ Trapani đến Elmas, với tổng cộng 20 máy bay ném bom bổ nhào Ju 87 được hộ tống bởi máy bay tiêm kích Bf 109.

#### Buổi tối

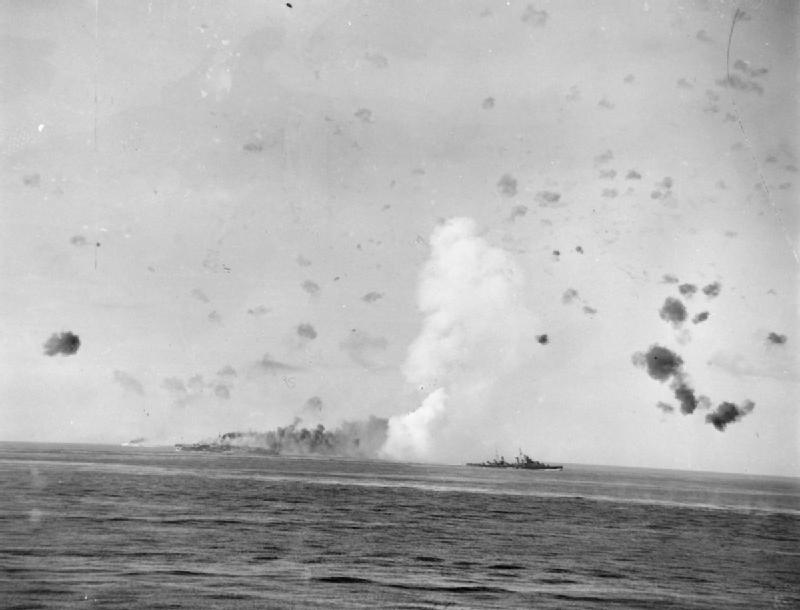
Hàng không mẫu hạm Indomitable bốc cháy sau khi trúng hai quả bom 1.000 kg được thả từ máy bay Đức, 12 tháng 8 năm 1942. Tuần dương hạm Charybdis đang di chuyển ngược hướng với Indomitable ở bên phải

Lúc 18:35, mây bắt đầu tan và những chiếc Ju 87 của Ý thuộc Liên đoàn Ném bom 102 bắt đầu tấn công hạm đội Anh. Nhóm Ju 87 này đã bị radar của Anh phát hiện ở khoảng cách 40 nmi (46 mi; 74 km), và ba chiếc Martlet, 12 chiếc Sea Hurricane và ba chiếc Fulmar được lệnh xuất kích đánh chặn, nhưng chúng vấp phải đợt kháng cự của các đội bay tiêm kích hộ tống MC.202 và Bf 109. Đội ném bom/phóng lôi khéo léo lách qua các tốp máy bay Anh và tấn công một cách bài bản, những chiếc Ju 87 lần lượt bổ nhào vào từng con tàu trong khi đội máy bay phóng lôi tổ chức tấn công thành ba đợt. Một quả bom được ném suýt trúng thiết giáp hạm Nelson, trong khi đó hàng không mẫu hạm Indomitable trúng hai quả bom 2.200 lb (1.000 kg) vào cuối đường băng, khiến 50 thủy thủ thiệt mạng và 59 người bị thương, và làm con tàu thất tốc xuống còn 17 kn (31 km/h; 20 mph). Đến 20:30 cùng ngày, thủy thủ đoàn của Indomitable đã khắc phục được về vận tốc 28,5 kn (52,8 km/h; 32,8 mph), nhưng đường băng của tàu đã bị hỏng quá nặng nên toàn bộ số máy bay phải hạ cánh xuống chiếc Victorious.

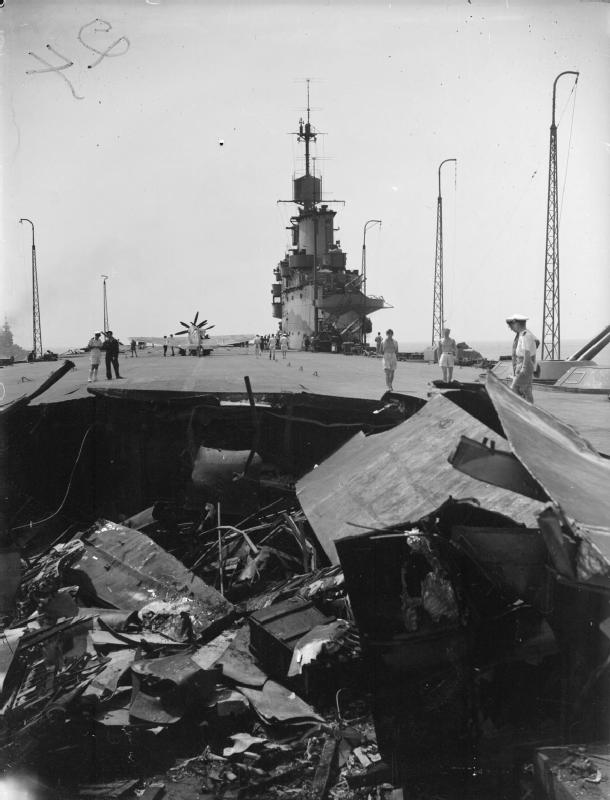
Thiệt hại trên dường băng của hàng không mẫu hạm Indomitable sau khi trúng hai quả bom được thả từ máy bay ném bom Đức

Trong khi Indomitable đang quằn quại thì con tàu tiếp tục bị các tốp máy bay phóng lôi SM.79 của Ý tấn công. Tuy nhiên, chúng vấp phải hỏa lực phòng không dữ dội của tàu Charybdis, Lookout, Lightning và Somali. Chỉ có 12 chiếc SM.79 cắt được ngư lôi thành công ở khoảng cách 3.000 yd (1,7 mi; 2,7 km); một quả trong số đó ném trúng đuôi của khu trục hạm Foresight, vô hiệu hóa con tàu và Foresight được đánh đắm vào ngày hôm sau. Đợt tấn công cuối cùng được tiến hành bởi 12 chiếc SM.79 và 28 chiếc Ju 87, nhưng không gây được bất kỳ thiệt hại nào cho đội tàu Anh, đổi lại họ mất hai chiếc Ju 87 và hai chiếc khác bị hư hại. Sau khi máy bay Ý quay trở về Pantelleria, chúng bị tấn công đánh phá bởi ba máy bay Beaufighter. Cuộc tấn công đã phá hủy một kho nhiên liệu của Luftwaffe, bắn cháy một chiếc Ju 52, làm hỏng hai chiếc SM.79 và một chiếc SM.84, và khiến một phi công Ý tử trận. Các đội bay Đức-Ý báo cáo rằng họ đã gây thiệt hại cho một hàng không mẫu hạm, một tuần dương hạm, một khu trục hạm và một tàu vận tải cỡ lớn, trong khi đó người Anh tuyên bố đã bắn hạ 39 máy bay Đức-Ý.
Việc mất Eagle cùng 16 máy bay và Indomitable hư hại nặng khiến 47 máy bay của tàu không thể xuất kích, đã làm giảm số lượng máy bay trực chiến của Anh xuống còn tám chiếc Sea Hurricane, ba chiếc Martlet và mười chiếc Fulmar. Đô đốc Syfret quyết định sẽ cho Lực lượng Z đổi hướng về phía tây và tiến về Eo biển Skerki lúc 19:15, nhưng đã cho tiến hành lúc 18:55 để kịp đưa Indomitable ra khỏi tầm hoạt động của máy bay đối phương. Thiết giáp hạm Rodney sau đó gặp trục trặc về nồi hơi nên toàn bộ Lực lượng Z phải giảm tốc độ xuống còn 18 kn (33 km/h; 21 mph) để Rodney có thể bắt kịp. Dựa vào báo cáo về số máy bay Đức-Ý tham gia tấn công trong ngày, Syfret tin rằng sẽ không còn một đợt tấn công nào khác ở Eo biển Skerki từ trước nửa đêm đến muộn nhất là sau bình minh. 40 phút sau khi Lực lượng Z đổi hướng, một máy bay trinh sát của Luftwaffe đã phát hiện ra hạm đội của Burrough, lúc này đang cách Malta khoảng 250 nmi (290 mi; 460 km) và không có máy bay hỗ trợ. Bốn chiếc Fulmar làm nhiệm vụ hỗ trợ đã quay trở về căn cứ để tiếp liệu, với một chiếc bị bắn hạ và một chiếc khác bị máy bay Đức bắn hỏng nhẹ. Lúc 18:55, đội tàu còn lại, dưới sự chỉ huy của Đô đốc Burrough tiếp tục lộ trình về Malta với sự hỗ trợ của Lực lượng X (xuất phát từ Malta); Lực lượng R đổi hướng di chuyển về phía tây Địa Trung Hải và sẽ hỗ trợ khi cần thiết, tới khi được lệnh quay trở về Gibraltar.

#### Đêm, ngày 12/13 tháng 8

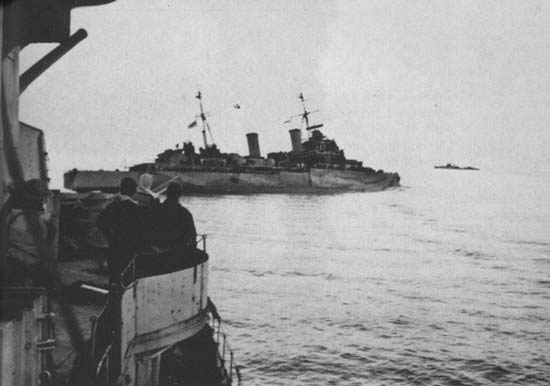
HMS Nigeria nghiêng ngặng về mạn trái sau khi trúng ngư lôi từ tàu ngầm Ý

Khoảng 20:00, đoàn vận tải xếp thành đội hình hai hàng dọc để đi qua Eo biển Skerki, hàng bên phải do tuần dương hạm Kenya dẫn đầu và Manchester di chuyển ở giữa, hàng bên trái được tuần dương hạm Nigeria dẫn đầu và Cairo ở giữa, với mười khu trục hạm di chuyển ở vòng ngoài và xung quanh hai hàng. Năm tàu ngầm Ý đã phục sẵn và vào lúc 19:38, tàu ngầm Dessiè bắn bốn quả ngư lôi về phía một tàu vận tải ở khoảng cách 1.800 m và nghe thấy ba tiếng nổ lớn. Tiếng nổ này thực chất xuất phát từ những quả ngư lôi được tàu ngầm Axum bắn trúng tuần dương hạm Nigeria, Cairo và tàu chở dầu Ohio. Ohio bị thủng một lỗ lớn có diện tích 7,0 m × 7,9 m ở bên mạn phải, tạo đám cháy lớn; thủy thủ đoàn nhanh chóng dập tắt đám cháy và đưa con tàu về vận tốc 7 kn (8,1 mph; 13 km/h). Do Nigeria bị hư hại rất nặng, Đô đốc Burrough phải chuyển cờ hạm sang khu trục hạm Ashanti, và cho bốn khu trục hạm ở lại để bảo vệ các con tàu bị hỏng, khiến hạm đội vận tải mất đi một nửa số tàu hộ tống. Đô đốc Syfret sau đó cho tách tuần dương hạm Charybdis và hai khu trục hạm Eskimo và Somali từ Lực lượng Z về hỗ trợ cho Lực lượng X. Tuần dương hạm Cairo bị đánh đắm bởi khu trục hạm Derwent do bị hỏng nặng đến mức không thể cứu tàu, và Nigeria được lệnh quay trở về Gibraltar với các khu trục hạm Derwent, Wilton và Bicester.

Lúc 20:35, radar của Anh phát hiện ra 30 máy bay ném bom Ju 88 của KG 54 và KG 77, bảy máy bay He 111 từ KG 26 và được hộ tống bởi sáu máy bay tiêm kích Bf 110 thuộc Không đoàn Tiêm kích Hạng nặng 26 (Zerstörergeschwader 26 - ZG 26), đang tiến thẳng về vị trí của hạm đội Anh. Sáu máy bay Beaufighter thuộc Phi đoàn 248 xuất hiện để đánh chặn nhưng bị bắn nhầm bởi các tổ đội phòng không Anh. Khu trục hạm Ashanti và Penn xả khói bảo vệ mạn tây của đoàn vận tải, và dù mặt trời đã lặn lúc 20:10, điều đó cũng không ngăn chặn được đợt tấn công của máy bay Đức. Tàu vận tải Brisbane Star trúng một quả ngư lôi vào mũi tàu, khiến nó chững lại giữa biển, và khôi phục được về vận tốc 5 kn (5,8 mph; 9,3 km/h). Tàu vận tải Clan Ferguson trúng ngư lôi và chìm sau khi hầm chứa đạn của tàu phát nổ, tàu vận tải Rochester Castle bị hư hại nhẹ và tàu Empire Hope bị đánh đắm bởi một khu trục hạm Anh do thiệt hại nặng vượt quá khả năng sửa chữa. Lúc 21:05, tàu ngầm Ý Alagi bắn bốn quả ngư lôi về phía tuần dương hạm Kenya, một quả trong số đó phát nổ ở phần đuôi bên phải của Kenya dù con tàu đã đánh lái hết cỡ. Dù Kenya vẫn đủ khả năng bắt kịp đoàn vận tải, nhưng Lực lượng Z chỉ còn duy nhất chiếc Manchester chưa bị hư hại. Tàu ngầm Ý Bronzo báo cáo rằng họ đã bắn chìm tàu vận tải Deucalion, thuyền trưởng của tàu ngầm Alagi báo cáo bắn hạ tàu vận tải Empire Hope, làm hư hại chiếc Kenya và nói thêm rằng
... từ góc khoảng 180 độ đến 140 độ, chúng tôi có thể thấy một dãy tàu liên tiếp đang chìm trong biển lửa, với những con tàu đang bốc cháy hoặc chìm ... Một con tàu bốc cháy sau đó phát nổ.— Đại úy Sergio Puccini - thuyền trưởng tàu ngầm Alagi

Lúc 23:56, đoàn vận tải vòng về phía nam Quần đảo Zembra và hướng về Kelibia để tránh các bãi thủy lôi, với đội hình vẫn còn lộn xộn. Ba khu trục hạm làm nhiệm vụ quét mìn dẫn đầu đoàn, theo sau là hai tuần dương hạm Kenya, Manchester và hai tàu chở hàng. Tuần dương hạm Charybdis và hai khu trục hạm Eskimo và Somali vẫn còn cách đoàn vận tải khoảng vài giờ di chuyển, và khu trục hạm Ashanti được lệnh tăng tốc lên bảo vệ khu vực trung tâm đoàn vận tải. Ba khu trục hạm còn lại phụ trách chín tàu vận tải còn sống sót, và khu trục hạm Bramham được lệnh quay trở lại bảo vệ đoàn tàu sau khi tàu vận tải Deucalion bị bắn chìm. Vào 00:40, đoàn vận tải bị tấn công bởi bốn xuồng cao tốc phóng lôi thuộc Hải đoàn III của Đức và 13 xuồng cao tốc phóng lôi thuộc Chi hạm đội 18° MAS, 2° MS và 20° MAS của Ý, trong 15 đợt liên tục. Radar của các xuồng thuộc Chi hạm đội 18° MAS phát hiện ra đoàn vận tải Anh ở phía đông nam Pantelleria. Ban đầu, các xuồng Ý tấn công vào đội tàu dẫn đầu đoàn vận tải, nhưng bị bắn trả ác liệt và không quả ngư lôi nào được phóng trúng. Sau đó họ chuyển sang tấn công các tàu vận tải.

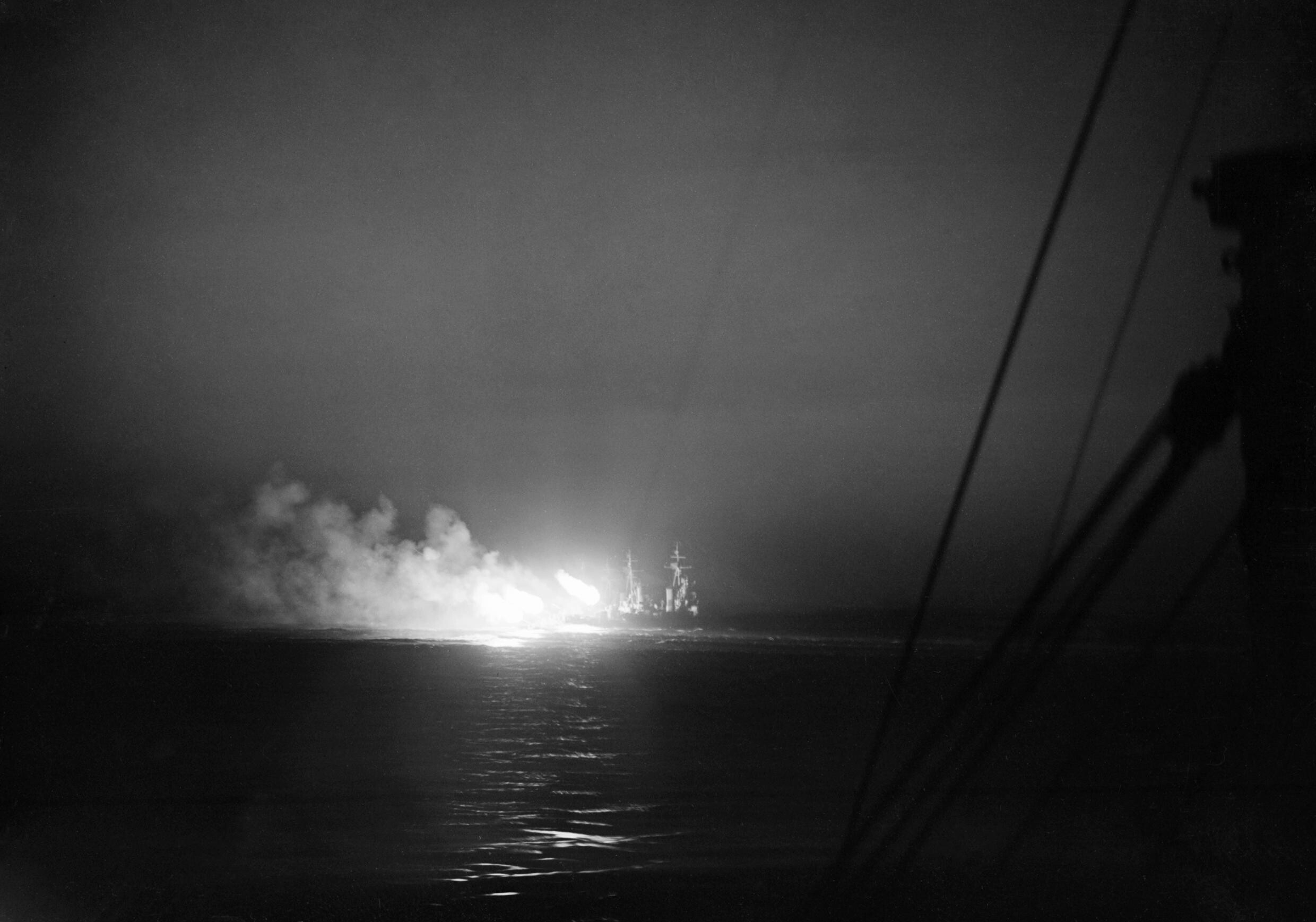
Tuần dương hạm Charybdis đang bắn trả các đợt tấn công của xuồng phóng lôi Ý, Cape Bon, Tunisia, đêm ngày 12/13 tháng 8 năm 1942

Đoàn vận tải Anh nhanh chóng bị ngọn hải đăng ở Cap Bon chiếu sáng làm lộ vị trí, lúc đó đang cách bờ biển khoảng 10 nmi (12 mi; 19 km). Xuồng S-58 và S-59 của Đức phát hiện ra con tàu đầu tiên lúc 00:20 và tấn công. S-58 bị hư hại và phải rút về Port Empedocle, trong khi  đó S-59 tuyên bố bắn chìm một tàu vận tải ở vị trí cách Cap Bon khoảng 5 nmi (5,8 mi; 9,3 km) về phía đông bắc, nhưng không có tàu nào bắn chìm ở vị trí đó theo báo cáo của Anh. Lúc 01:02, gần Ras Mustafa, xuồng MS 16 và MS 22 tấn công và bắn trúng một quả ngư lôi vào tuần dương hạm Manchester. Quả ngư lôi bắn trúng khoang nồi hơi, khoang chứa nhiên liệu và hầm đạn của tàu, làm hỏng hẳn ba trong số bốn trục động cơ và khiến Manchester nghiêng 12°, sau đó được thủy thủ đoàn khắc phục xuống còn 5°. Tàu vận tải Waimarama, Almeria Lykes và Glenorchy đi vòng qua Manchester và nhanh chóng tụt khỏi đội hình. Dù hệ thống điện của Manchester đã được phục hồi và khoảng 170 người bị thương đã được chuyển qua khu trục hạm Pathfinder, nhưng vào lúc 05:00, Đại tá Harold Drew - thuyền trưởng của Manchester, đã quyết định đánh đắm tàu và cho người của ông bơi vào bờ biển Tunisia.
Từ 03:15 đến 04:30, xuồng phóng lôi Ý đã phục kích và bắn chìm các tàu vận tải Wairangi, Almeria Lykes, Santa Elisa và Glenorchy khi những tàu này đang đi đường tắt để bắt kịp với nhóm chính. Rochester Castle cũng bị trúng ngư lôi nhưng may mắn trốn thoát với vận tốc 13 kn (15 mph; 24 km/h) và bắt kịp đoàn tàu chính lúc 05:30 cùng với tuần dương hạm Charybdis và khu trục hạm Eskimo, Somali, nâng tổng số tàu hộ tống lên hai tuần dương hạm và bảy khu trục hạm xung quanh ba tàu vận tải Rochester Castle, Waimarama và Melbourne Star. Tàu chở dầu Ohio và đội hộ tống riêng di chuyển cách đó không xa với tốc độ chậm, cách đó xa hơn là tàu vận tải Port Chalmers cùng hai khu trục hạm. Tàu Dorset di chuyển độc lập và Brisbane Star thì bám sát bờ biển Tunisia, sẵn sàng di chuyển hết tốc lực về Malta khi trời tối. Khi cuộc tấn công kết thúc vào lúc 07:30, Đô đốc Burrough đã cho khu trục hạm Eskimo và Somali đi hỗ trợ chiếc Manchester nhưng đã quá muộn, chúng chỉ kịp cứu vớt những người sống sót chưa kịp bơi vào bờ và sau đó quay trở về Gibraltar.

### Ngày 13 tháng 8

#### Buổi sáng

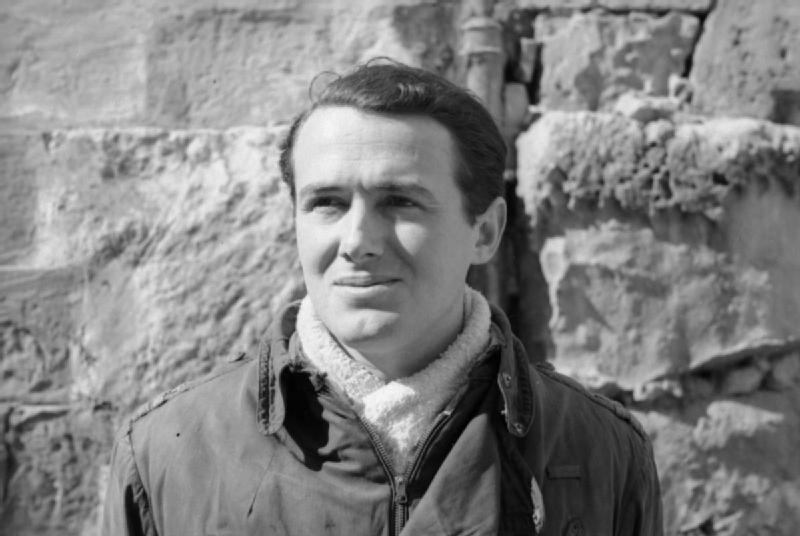
Đại úy Alistair C. G. Mars, thuyền trưởng tàu ngầm HMS Unbroken

Vào cuối chiều ngày 12, máy bay trinh sát Anh phát hiện ra một nhóm tuần dương hạm của Ý áp sát hạm đội Anh từ hướng nam, cách điểm cực tây Sicily khoảng 80 nmi (150 km; 92 mi). Đến 01:30 ngày 13, nhóm này đã quay về hướng đông và di chuyển dọc đường bờ biển phía bắc Sicily. Một số tàu trong nhóm này đã được lệnh quay trở lại cảng và số còn lại tiếp tục đi qua eo biển Messina để gia nhập Hải đội Tuần dương hạm số 8. Vào lúc 07:25, tàu ngầm Anh Unbroken phát hiện ra các tuần dương hạm Ý của Hải đội 8 qua kính tiềm vọng, đang đi về phía bắc các đảo Filicudi và Panarea. Chúng di chuyển với tốc độ 20 kn (37 km/h; 23 mph), được tám khu trục hạm hộ tống và hai máy bay CANT Z.506 không trợ. Unbroken chỉ nâng kính tiềm vọng trong thời gian ngắn để tránh bị tàu chiến Ý phát hiện, rồi hạ kính xuống để vào vị trí chiến đấu.

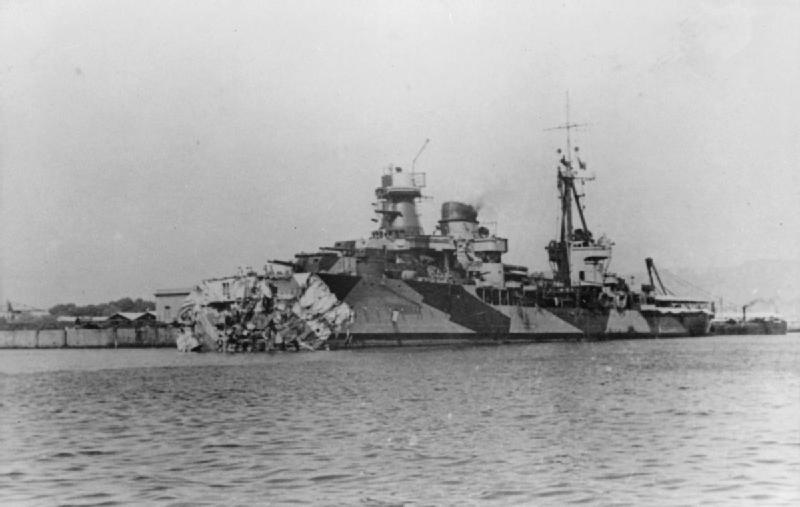
Tuần dương hạm Muzio Attendolo với phần mũi tàu bị bắn đứt bởi tàu ngầm Anh Unbroken vào sáng ngày 13 tháng 8 năm 1942

Lúc 08:05, đội tuần dương hạm Ý giảm tốc độ xuống 18 kn (33 km/h; 21 mph) để Gorizia phóng thủy phi cơ của tàu, và sau đó khu trục hạm Fuciliere báo cáo đã nã đạn vào một kính tiềm vọng trồi lên cách vị trí của họ 450 yd (410 m). Các khu trục hạm của Ý bắt đầu săn tìm tàu ngầm đối phương theo các tín hiệu mà máy Asdic thu được, và ba chiếc trong số đó đã đi vào phạm vi 1.000 yd (910 m) của Unbroken. Sau khi đợi các khu trục hạm đi qua, Unbroken bắn bốn quả ngư lôi và cho lặn xuống độ sâu 80 ft (24 m); sau khoảng hai phút, thủy thủ đoàn của Unbroken nghe thấy ba vụ nổ lớn, mỗi cái cách nhau khoảng 15 giây. Hoa tiêu của tuần dương hạm Gorizia và Bolzano phát hiện ra vệt ngư lôi và cho cơ động né tránh khẩn cấp. Gorizia né kịp nhưng Bolzano thì không, và Bolzano trúng một quả ngư lôi vào phần mũi tàu. Thủy thủ đoàn của tuần dương hạm Muzio Attendolo không hề hay biết về cảnh báo của Gorizia và Bolzano, và hoa tiêu của họ cũng không nhìn thấy vệt ngư lôi. Chỉ khi phát hiện ra Bolzano trúng ngư lôi thì Muzio Attendolo mới bắt đầu cơ động, nhưng đã quá muộn; một quả ngư lôi bắn trúng phần trên của Muzio Attendolo và suýt làm đứt phần mũi tàu ra khỏi thân. Unbroken tiếp tục lặn sâu xuống 120 ft (37 m) và tiến hành chạy thầm, trong khi đó các khu trục hạm Fuciliere và Camica Nera cố gắng tiếp cận con tàu ngầm. Vào 08:45, Unbroken bị phát hiện và bị tấn công bở 105 quả bom chìm được thả từ hai khu trục hạm trong suốt 45 phút, nhưng những quả bom được cài độ sâu quá nông nên không gây thiệt hại đáng kể cho Unbroken. Tuần dương hạm Gorizia và Trieste sau đó được hai khu trục hạm hộ tống về Messina, và năm chiếc ở lại để bảo vệ Bolzano và Muzio Attendolo bằng cách thả bom chìm một cách định kỳ.
Dù phần mũi bị bắn gần rời khỏi thân, nhưng Muzio Attendolo không chịu thương vong về nhân mạng. Con tàu sau đó được kéo về Messina với tốc độ ổn định 5 kn (5,8 mph; 9,3 km/h), nhưng phần mũi tàu đã bị đứt ra trên đường đi, và cập bến lúc 18:54. Bolzano trúng ngư lôi vào giữa thân tàu, vô hiệu hóa sáu động cơ ở phòng máy, làm ngập khoang chứa đạn và bốc cháy dữ dội. Bolzano được ủi mắc cạn ở Panarea và lửa cháy đến hết ngày tiếp theo. Sau hơn một tháng sửa chữa, nó được kéo về Napoli. Sau hơn 10 tiếng lặn dưới biển, Unbroken nổi lên và trở về Malta an toàn.

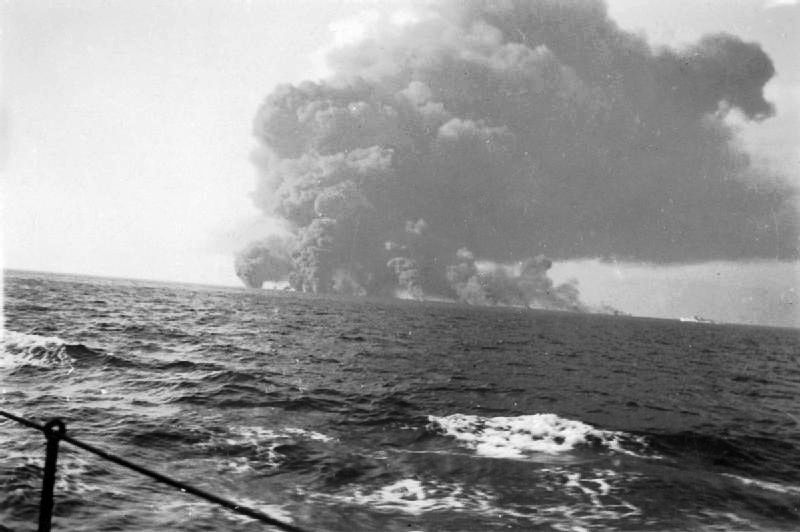
Tàu vận tải MV Waimarama bốc cháy dữ dội sau khi bị trúng một quả bom vào khoang chứa nhiên liệu của tàu, 13 tháng 8 năm 1942

Lúc 07:00, đoàn vận tải còn cách Malta 120 nmi (220 km; 140 mi) và được các máy bay trinh sát Đức-Ý theo dõi sát sao. Di chuyển một đoạn phía sau nhóm chính là hai tàu vận tải Dorset và Port Chalmers với hai khu trục hạm và hai chiếc khác ở phía tây. Brisbane Star di chuyển về Vịnh Hammamet ở phía nam Pantelleria và được bảo vệ bởi sáu tàu ngầm Anh. Đến 09:15, Fliegerkorps II huy động 26 máy bay ném bom Ju 88, 16 máy bay Ju 87 cùng tám máy bay Bf 109 và tám chiếc Bf 110 hộ tống, tấn công đoàn tàu Anh theo nhiều đợt riêng lẻ. Mười chiếc Ju 88 thuộc Liên đoàn II của LG 1 đã ném bom suýt trúng chiếc tàu chở dầu Ohio và đánh trúng chiếc Waimarama, tạo ra một vụ nổ dữ dội đến mức đã bắn hạ một chiếc Ju 88. Khu trục hạm Ledbury chỉ giải cứu được 27 người giữa biển lửa tràn ngập khói, trong tổng số 107 thành viên của tàu. Chiếc Waimarama cháy tàn khốc đến mức các mảnh vụn cháy đã lan sang chiếc Melbourne Star gần đó, khiến nhiều thủy thủ của Melbourne Star hoảng sợ mà bỏ tàu nhảy xuống biển, và đã được khu trục hạm Ledbury cứu sống. Lúc 09:23, tám chiếc Ju 87 "Stuka" của Ý và mười chiếc MC.202 hộ tống đã tấn công đoàn vận tải. Một chiếc Stuka bị bắn rơi và đâm trúng tàu chở dầu Ohio, một chiếc khác bị bắn rơi xuống biển và người Anh mất một chiếc Spitfire. Rochester Castle gặp thiệt hại nhẹ bởi một bom ném suýt trúng, Dorset hỏng nặng nên thủy thủ đoàn đã phải bỏ tàu. Port Chalmers cũng bị trúng bom trong cuộc tấn công và vào 11:25, năm máy bay phóng lôi SM.79 hộ tống bởi 14 chiếc MC.202 đã tấn công Port Chalmers và đánh trúng một quả ngư lôi vào máy cắt dây mìn ngầm ở mạn phải tàu. Một chiếc SM.79 cũng bị bắn hạ trong cuộc tấn công và hai khu trục hạm được lệnh ở lại để hỗ trợ các con tàu bị hỏng nặng.

#### Buổi chiều

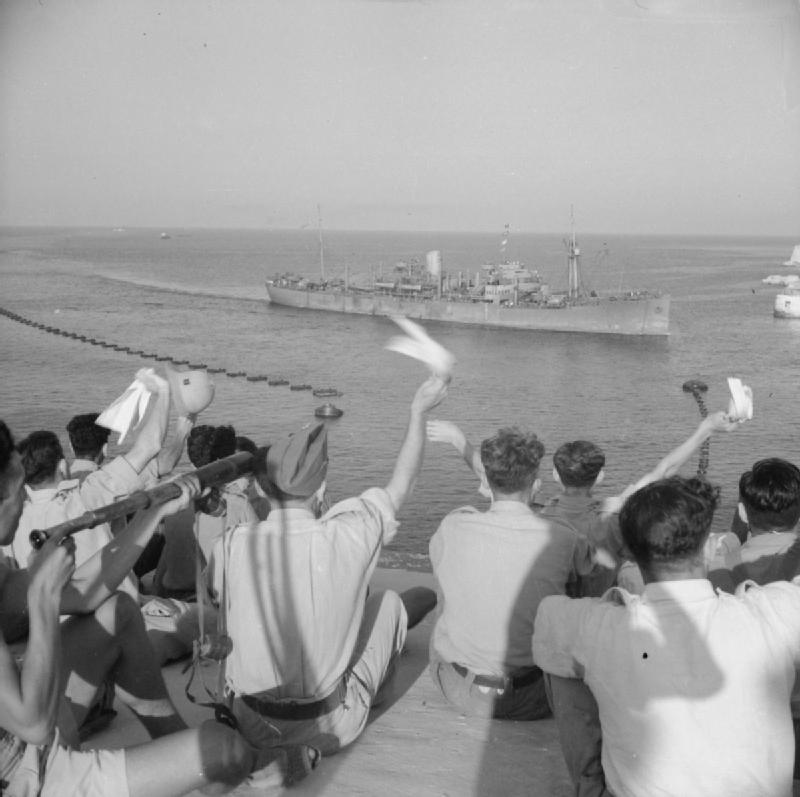
Tàu vận tải Port Chalmers đang tiến vào Grand Harbour, Malta trong sự hò reo của nhân dân Malta

Những thành phần còn lại của đoàn vận tải hội quân được với bốn tàu quét mìn và bảy xuồng motor quét mìn thuộc Chi hạm đội Quét mìn 17 của Lực lượng Hộ tống Malta lúc 14:30. Melbourne Star, Port Chalmers và Rochester Castle cập bến Grand Harbour (Cảng Valletta) lúc 16:30 và hàng hóa nhanh chóng được tháo dỡ xuống bến. Một cuộc không kích khác được tiến hành vào lúc chạng vạng bởi 14 chiếc Ju 87, đánh chìm tàu vận tải Dorset nhưng buộc phải rút lui khi hạm đội Anh đã đi vào bán kính bảo vệ 80 nmi (150 km; 92 mi) ở Malta. Khu trục hạm Penn cố gắng kéo Ohio vào cảng nhưng do Ohio bị nghiêng quá nặng, nên dây cáp kéo đã bị đứt, và Ohio tiếp tục trúng thêm một quả bom khác vào đúng khu vực bị hư hỏng nặng bởi ngư lôi trước đó, làm hỏng hoàn toàn phần sống tàu của Ohio. Trong khi đó Brisbane Star đã thoát khỏi sự săn lùng của tàu ngầm Đức và tiếp cận vùng biển Malta thành công với phần mũi tàu đã bị hỏng nặng. Lực lượng X được lệnh quay về Gibraltar lúc 16:00 cùng với tuần dương hạm Charybdis, Kenya và năm khu trục hạm; Fliegerkorps II đã cố gắng hết sức tối đa để ngăn chặn hạm đội quay trở về căn cứ, thành ra khiến đội tàu vận tải cập bến thành công. Lực lượng X bị tấn công bởi 35 chiếc Ju 88 và 13 chiếc Ju 87, nhưng chỉ có một quả bom được ném suýt trúng chiếc Kenya. Không quân Hoàng gia Ý tổ chức tấn công với 15 máy bay ném bom và 20 máy bay phóng lôi vào cuối chiều, nhưng không thu lại kết quả gì. Lực lượng X tập kết cùng Lực lượng Z và cập bến Gibraltar an toàn. Khu trục hạm Eskimo và Somali, cùng với những người sống sót của tuần dương hạm Manchester, là hai tàu cuối cùng cập bến Malta, vào 17:30 ngày 15 tháng 8.

### Chiến dịch MG 3 và MG 4
Ở phía đông Địa Trung Hải, người Anh đã cho tiến hành chiến dịch mồi nhử có định danh là MG 3, khi đoàn vận tải MW 12 gồm ba tàu vận tải đã rời Port Said lúc chạng vạng ngày 10 tháng 8. Các tàu vận tải được hộ tống bởi hai tuần dương hạm, mười khu trục hạm và hai tàu hộ tống cỡ nhỏ. Thêm một tàu vận tải nữa được hộ tống bởi hai tuần dương hạm và ba khu trục hạm, đã rời Haifa vào 03:00 ngày 11 tháng 8. Hai lực lượng này tập hợp vào sáng sớm ngày 11 và di chuyển theo hướng tây về Alexandria, rồi quay ngược lại. Tàu ngầm Đức U-83 báo cáo đã thấy bốn tuần dương hạm và mười khu trục hạm Anh đang hiện diện ở vùng biển Crete, và đoạn tin này đã được một thủy phi cơ Sunderland của Anh chặn được. Supermarina tin rằng người Anh đang tiến hành một chiến dịch hành quân lớn ở phía đông Địa Trung Hải và đã cho tăng cường Hải đội Tuần dương hạm số 8 về Navarino.
Rạng sáng ngày 12 tháng 8, máy bay Đức phát hiện ra động tĩnh trên của người Anh, Kesselring gửi thông báo về Sở chỉ huy Fliegerkorps X rằng có bốn tàu vận tải, sáu tuần dương hạm và một số lượng khu trục hạm ở tọa độ 33°40' Bắc, 28°34' Đông, di chuyển theo hướng đông bắc ở vận tốc 12 kn (14 mph; 22 km/h). Kesselring cho rằng đoàn vận tải này có thể là trò lừa bịp của tình báo Anh, nhưng ông không loại trừ khả năng đây là một đoàn tiếp vận Malta thật, nên Fliegerkorps X đã được lệnh bay trinh sát toàn bộ khu vực đông Địa Trung Hải vào sáng ngày 12 tháng 8, do đó người Đức không còn máy bay để hỗ trợ cho tàu chiến Ý. Vào đêm ngày 12/13 tháng 8, tuần dương hạm Arethusa, Cleopatra và bốn khu trục hạm đã tiến hành Chiến dịch MG 4, chiến dịch pháo kích các sân bay dã chiến ở Maritsa, và một toán lính đặc công Anh đã được tàu ngầm Anh thả vào khu vực cửa sông Simeto ở Catania tại vùng duyên hải phía đông Sicily, để làm nhiệm vụ phá hoại hệ thống cột điện cao thế. Hải đội Tuần dương hạm số 8 vẫn lưu lại cảng và người Đức đã điều một khu trục hạm về khu vực để hỗ trợ người Ý. Chiến dịch MG 4 đã làm trì hoãn tuyến vận tải giữa Ý và Hy Lạp, nhưng Chiến dịch MG 3 đã không thành công trong việc thu hút sự chú ý của Đức-Ý khỏi Chiến dịch Pedestal.

### Ngày 14-15 tháng 8
Chiều ngày 14 tháng 8, Brisbane Star cập cảng Valletta với sự không trợ của các đội bay Spitfire. Tàu chở dầu Ohio được một đội tàu kẹp xung quanh và đẩy vào Grand Harbour, và các thủy thủ của tàu Santa Eliza đã tình nguyện vận hành các khẩu đội phòng không trong khi thủy thủ của Ohio hỗ trợ đưa tàu vào cảng. Sức nặng của  Ohio liên tục khiến cáp kéo bị đứt; trong đó con tàu liên tục bị 20 máy bay Đức ném bom tấn công, làm hỏng bánh lái, tạo một lỗ hổng ở đuôi tàu và sàn tàu của Ohio bị hư hại nặng. Ohio sau được hai khu trục hạm Ledbury và Penn kẹp hai bên, tàu quét mìn Rye đẩy Ohio từ phía sau và giúp phần đuôi tàu đựoc ổn định. Các cuộc không kích khiến quá trình kéo gặp nhiều gián đoạn, nhưng nhanh chóng được thiết lập lại với và khu trục hạm Bramham thay thế Ledbury làm nhiệm vụ hỗ trợ trong suốt quá trình còn lại. Ohio cập bến Grand Harbour lúc 09:30 ngày 15 tháng 8 trong sự hò reo của người dân Malta. Dầu từ Ohio đuợc bơm vào hai tàu chở dầu cỡ nhỏ hơn là Boxall và Plumleaf, và đồng thời, nước cũng được bơm vào Ohio để giúp tàu không bị hỏng kết cấu. Ngay sau khi những lít dầu cuối cùng được bơm khỏi Ohio, con tàu chở dầu chìm xuống đáy biển nông.

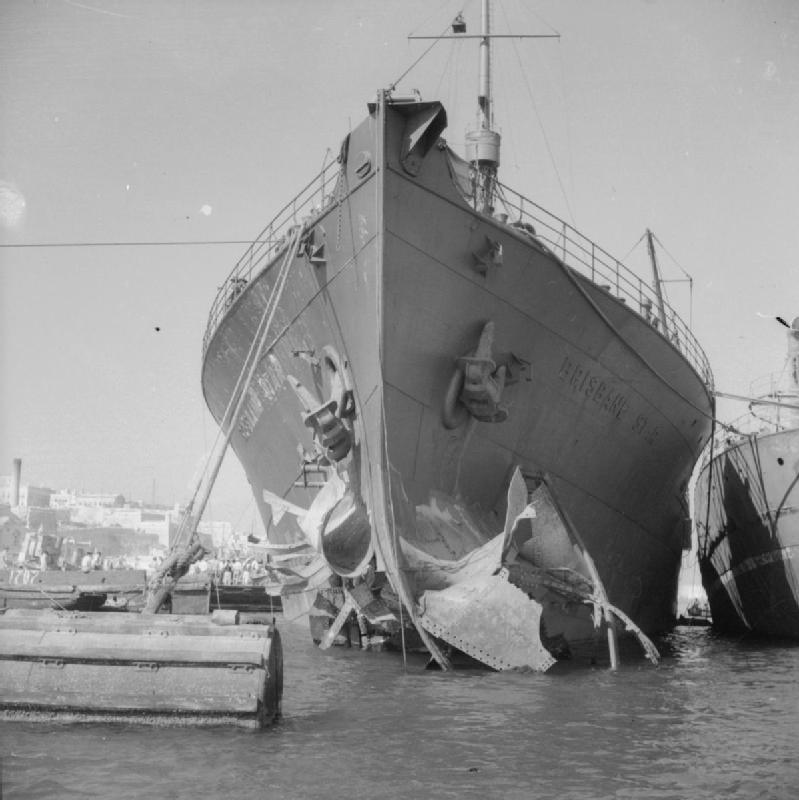
Tàu vận tải Brisbane Star đang chờ tháo dỡ hàng ở Grand Harbour, Malta
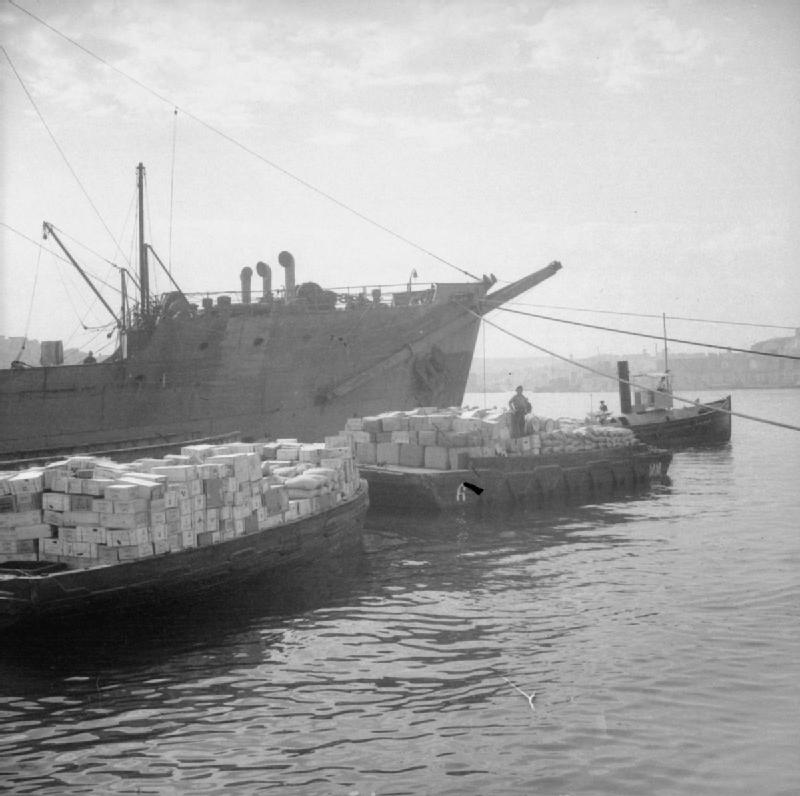
Hàng hóa từ tàu Melbourne Star đang được vận chuyển vào bờ bằng xà lan
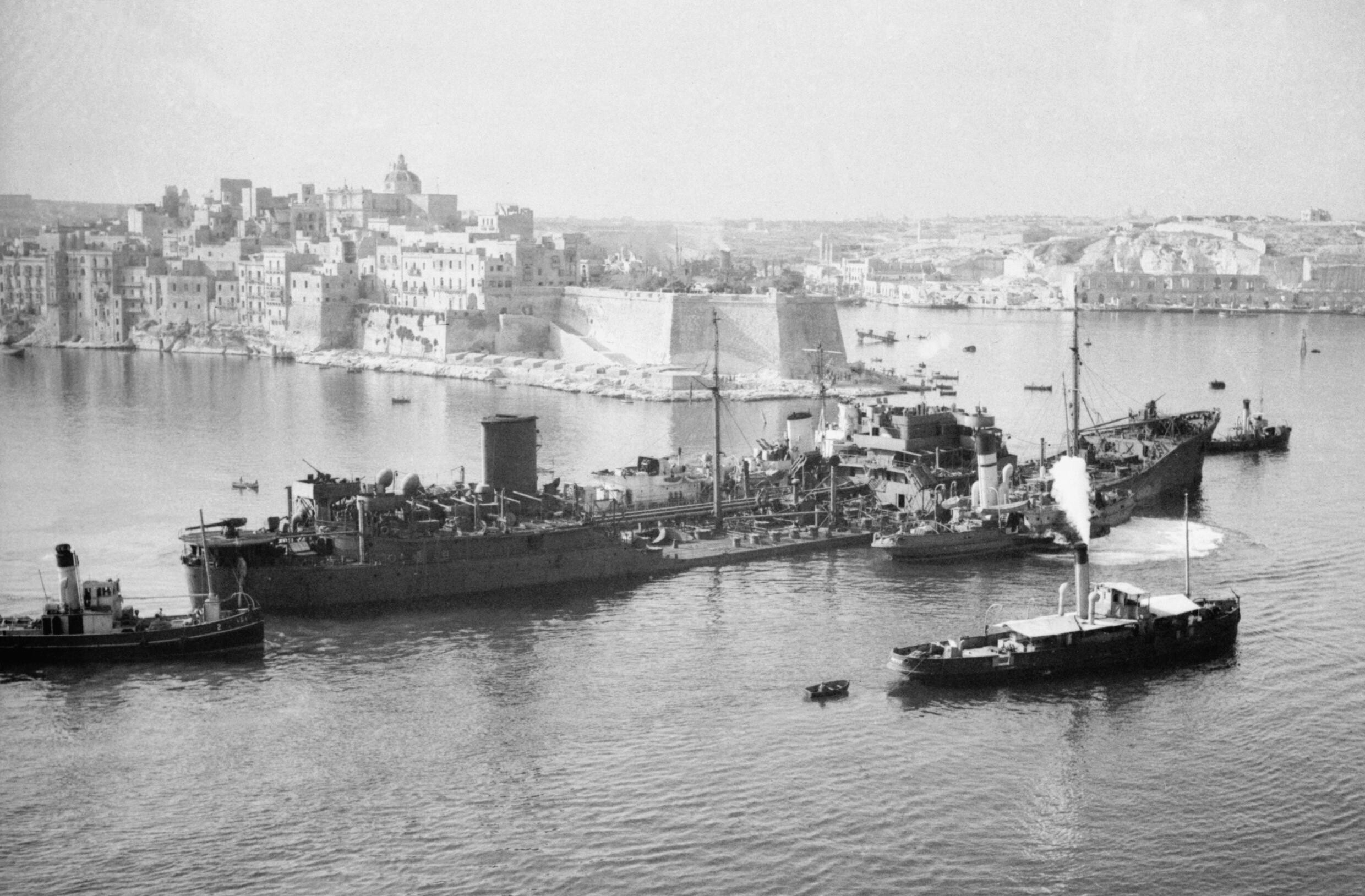
Tàu chở dầu SS Ohio đang được hỗ trợ di chuyển vào cảng
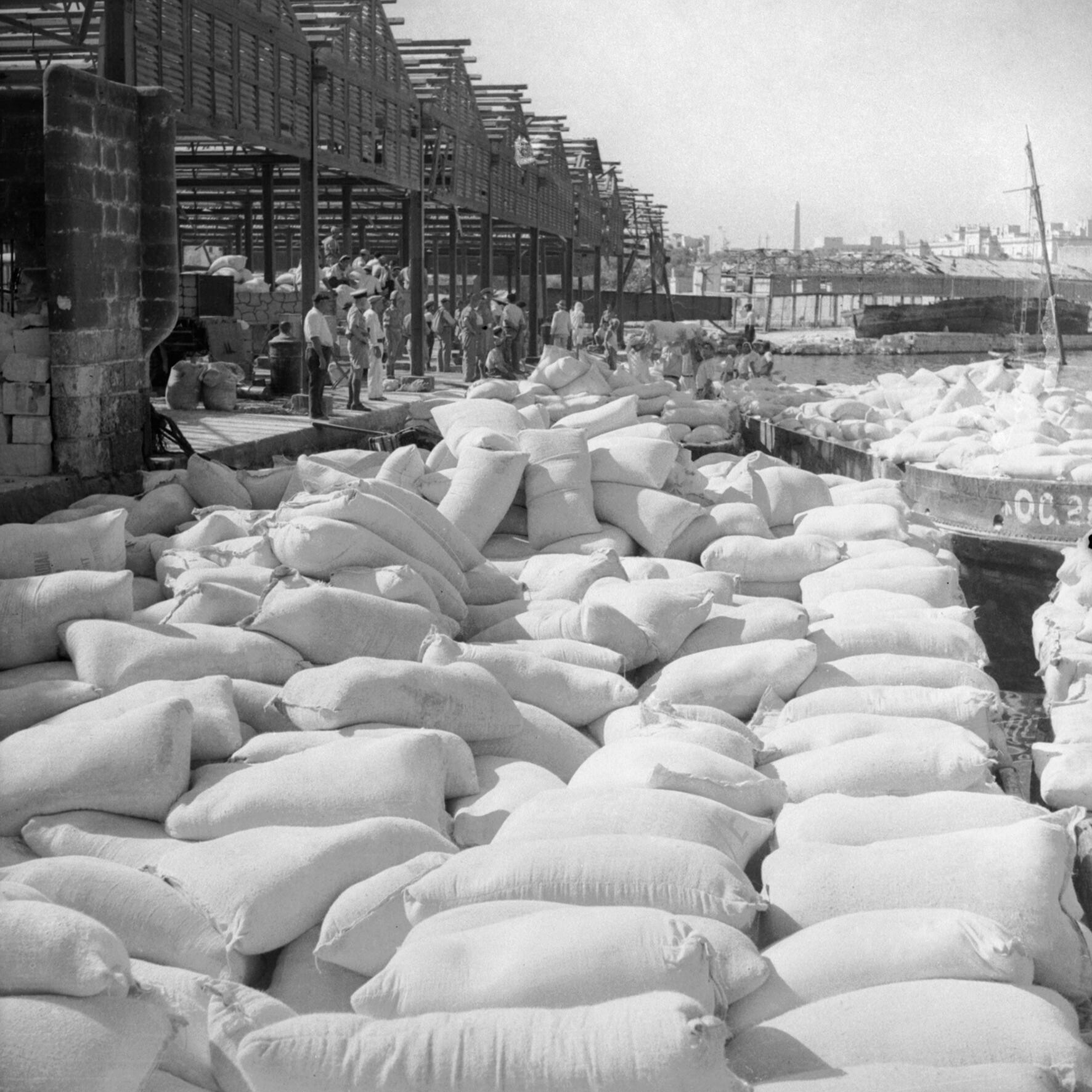
Các bao tải bột đang được tập trung trên cầu cảng
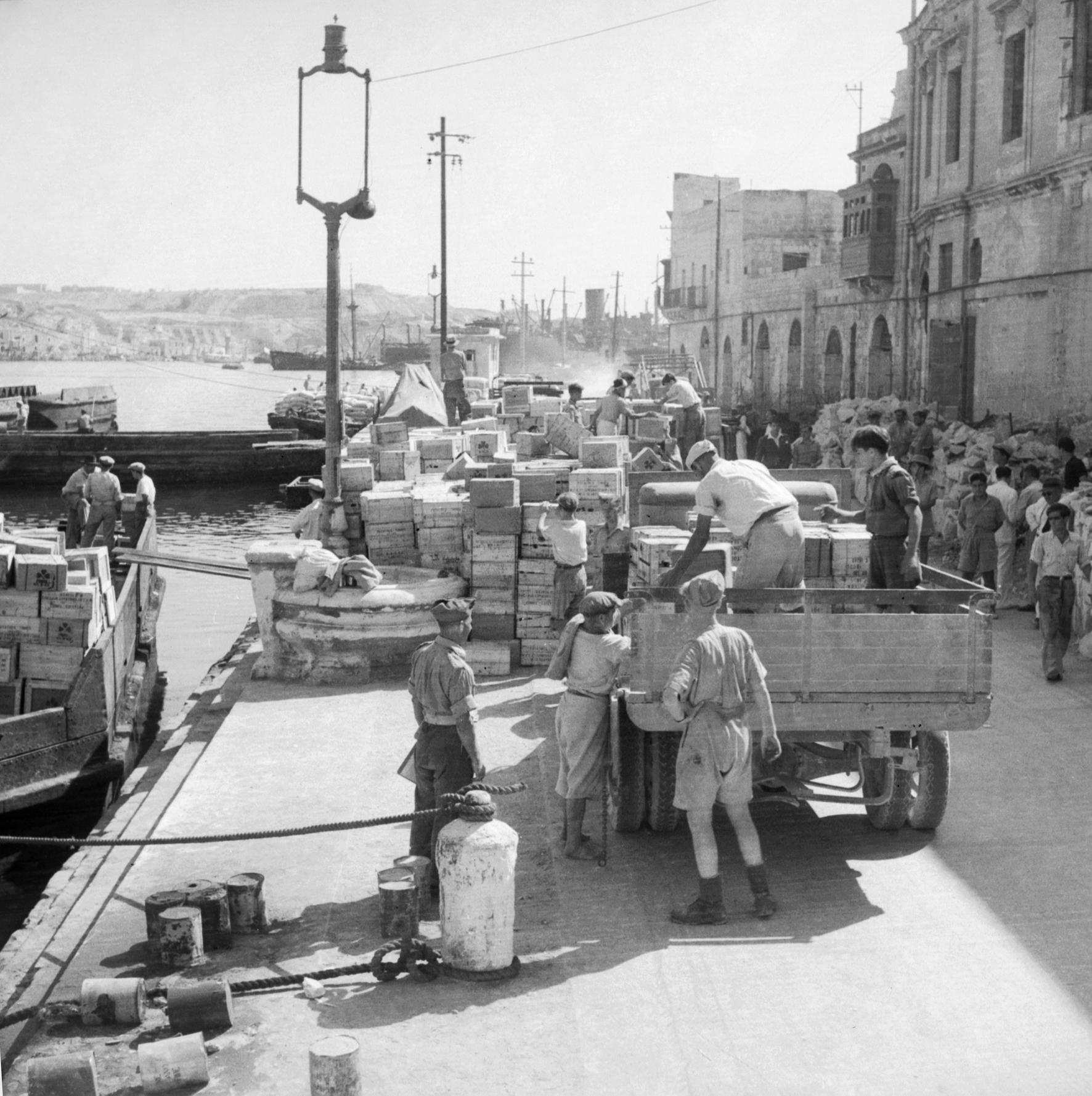
Hàng hóa đang được tập trung đưa lên xe để vận chuyển tới các kho lưu trữ và điểm phân phối hàng hóa
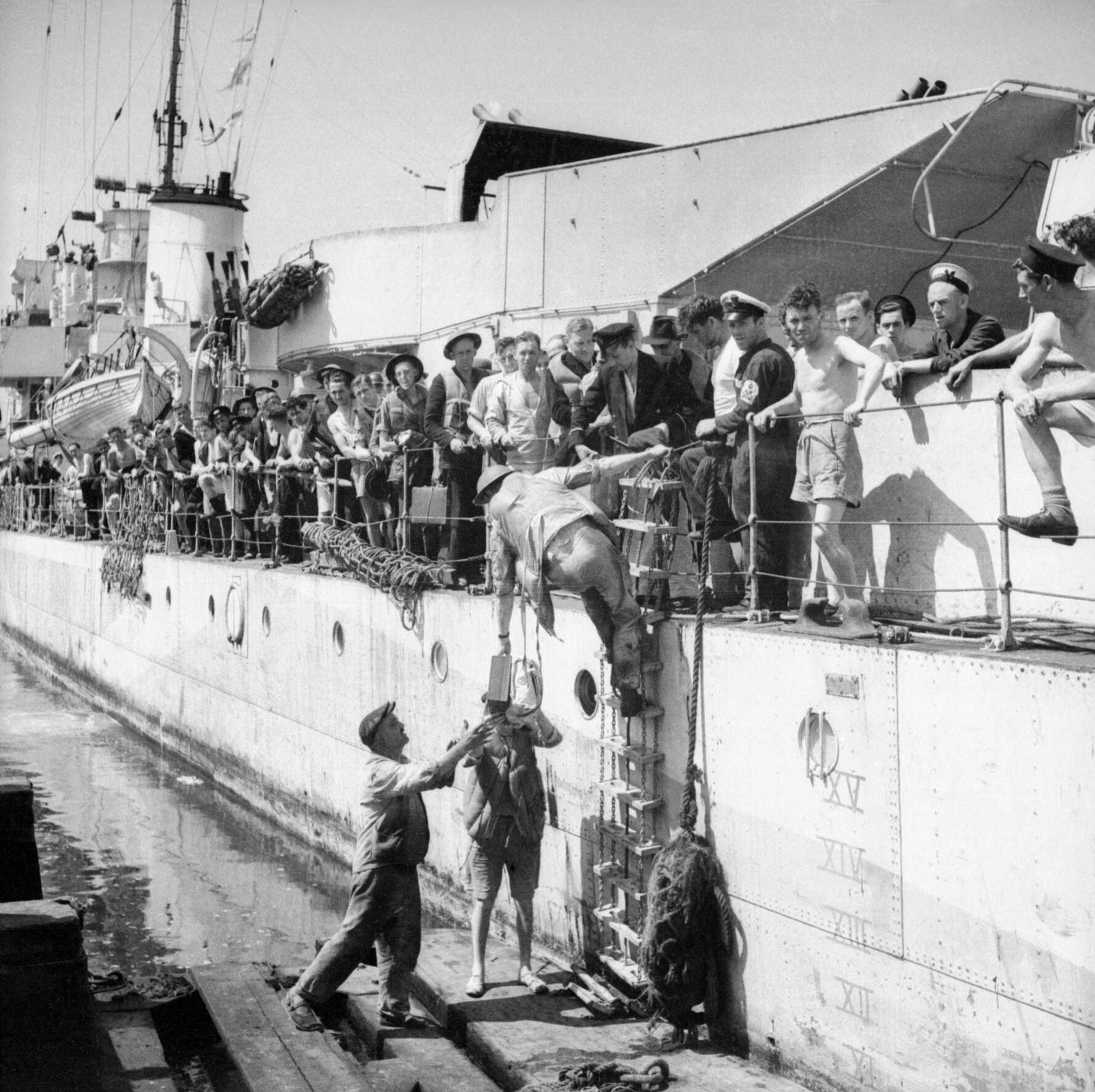
Những thuyền viên vận tải sống sót đang rời khu trục hạm Ledbury

Hàng hóa từ những tàu vận tải còn lại được tháo dỡ với sự trợ giúp của hơn 3.000 binh sĩ đồn trú và sau đó được vận chuyển tới các kho lưu trữ. Trong quá trình tháo dỡ và vận chuyển, nhiều hàng hóa đã bị các binh sĩ Anh, nhân viên cầu cảng, cảnh sát và người dân Malta lấy cắp.

## Kết quả
Báo cáo của Đức vào ngày 17 tháng 8 ghi rằng toàn bộ tàu vận tải qua Địa Trung Hải đều đã bị đánh chìm và không chiếc nào đến được đích của chúng (được cho là ở Ai Cập). Người Anh dù mất 13 tàu các loại, bao gồm chín tàu vận tải, một hàng không mẫu hạm (Eagle), hai tuần dương hạm (Manchester và Cairo) và một khu trục hạm (Foresight), nhưng số tàu còn lại đã cứu sống Malta. Sự xuất hiện của hơn 29.000 tấn hàng hóa tổng hợp cùng xăng dầu, dầu hỏa và nhiên liệu diesel, đã cung cấp cho Malta đủ nguồn lực để tiếp tục chiến đấu trong hơn mười tuần. Trong khi bộ máy tuyên truyền của phe Trục liên tục đưa ra những tuyên bố sai sự thật về kết quả của họ trong trận đánh, thì các báo cáo của Kriegsmarine lại nói khác. Việc để bốn tàu vận tải và một tàu chở dầu cập bến Malta được Hải quân Đức Quốc Xã cho là "không thỏa đáng," vì chúng đã giúp tăng cường khả năng chiến đấu của Malta và điều này sẽ ảnh hưởng đến các tuyến tiếp tế của phe Trục trong "giai đoạn quyết định của cuộc chiến giành lấy Bắc Phi." Supermarina cũng đưa ra kết luận tương tự và Đại tướng Giuseppe Santoro, phó tham mưu trưởng của Regia Aeronautica, đã viết rằng người Anh đã đạt được thành công chiến lược khi đưa Malta đi vào hoạt động trở lại "trong giai đoạn cuối của cuộc chiến ở Ai Cập."

Cuối năm 1942, Chuẩn Đô đốc Eberhard Weichold đã tóm lược được quan điểm của Kriegsmarine rằng,
.... Trong mắt của những quan sát viên, những tổn thất của người Anh đại diện cho một chiến thắng lớn của phe Trục, nhưng trên thực tế, sự thật lại hoàn toàn khác, vì họ đã không ngăn cản được lực lượng Anh, trong đó có năm tàu buôn, cập bến Valetta.... Nhờ những nguồn tiếp tế mới này, giờ đây Malta có thể tiếp tục chiến đấu trong vài tuần, thậm chí là vài tháng nếu cần thiết. Mối đe dọa chính, là nguy cơ các tuyến vận tải tiếp tế tới Bắc Phi bị không kích, vẫn còn hiện hữu. Để đạt được mục tiêu này, không có cái giá nào là quá cao, và từ quan điểm này, chiến dịch của người Anh, bất chấp mọi tổn thất, không phải là một thất bại, mà là một thất bại chiến lược ngay từ đầu của phe Trục, và hậu quả của nó sẽ được nhận thấy vào một ngày nào đó...— Weichold

Năm 1994, nhà sử học James Sadko cho rằng Pedestal là một thảm họa về mặt chiến thuật đối với người Anh và có quy mô tương đương với thảm họa của Đoàn vận tải PQ 17. Vào năm 2000, Richard Woodman nhận xét Pedestal là một thắng lợi chiến lược, giúp nâng cao tinh thần của người dân và binh sĩ đồn trú ở Malta, giúp tránh được một nạn đói và một thất bại không thể tránh khỏi. Đến năm 2002, nhà nghiên cứu người Ý Giorgio Giorgerini viết rằng người Ý đã đạt được những thành công nhất định trong Pedestal; tàu ngầm Ý đã áp dụng được những chiến thuật tấn công hiệu quả hơn và điều đó giúp họ đánh chìm đựoc một tuần dương hạm và hai tàu vận tải, bắn hỏng hai tuần dương hạm và tàu chở dầu Ohio. Cũng trong năm 2002, Jack Greene và Alessandro Massignani kết luận đây là chiến thắng cuối cùng của phe Trục ở Địa Trung Hải, nhưng là về mặt chiến thuật chứ không phải về mặt chiến lược. Hoạt động vận tải của phe Trục đã phải hoãn lại trong thời gian diễn ra Chiến dịch Pedestal, một phần là do tàu chở quân Ogaden bị tàu ngầm Anh Porpoise bắn chìm ở ngoài khơi Derna vào ngày 12 tháng 8. Sau Pedestal, tàu vận tải Đức-Ý buộc phải thực hiện những chuyển hải trình xa và lâu hơn vì họ phải mở rộng khoảng cách khỏi Malta.

### Thương vong

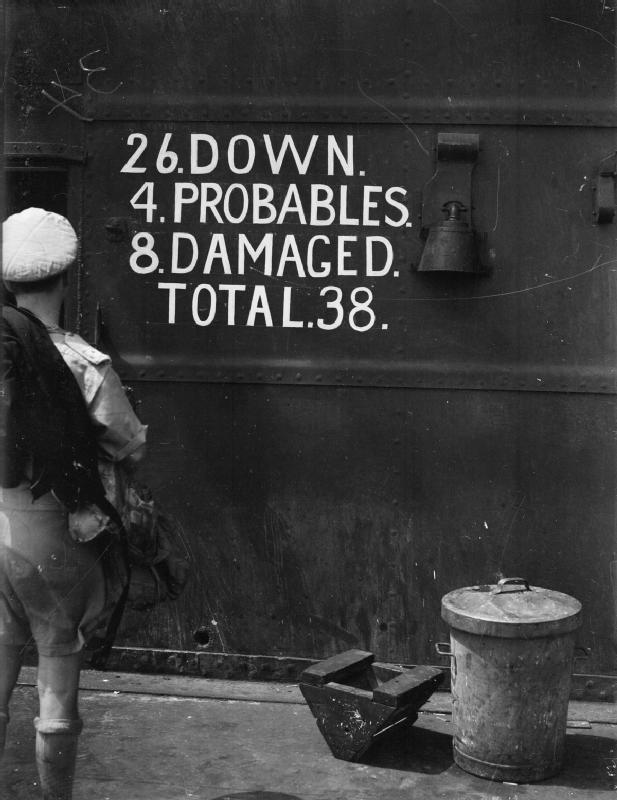
Bảng thành tích được thủy thủ Anh ghi lại trên đảo thượng tầng của hàng không mẫu hạm Indomitable. Phi công của Indomitable đã báo cáo bắn hạ 38 máy bay Đức-Ý trong chiến dịch Pedestal

Năm 2003, Ian Malcolm đưa ra con số thương vong về nhân mạng là 160 thủy thủ trên Eagle, 132 thủy thủ của Manchester, 52 thủy thủ của Nigeria, 50 của Indomitable, Cairo có 24, Foresight mất năm thủy thủ và Kenya mất ba người. Hải quân Thương gia mất 83 người trên Waimarama, 18 người trên Clan Ferguson, bảy người trên Glenorchy, Melbourne Star mất năm người, Santa Elisa mất bốn, và Deucalion, Ohio, Brisbane Star đều mất một người. Năm 2010, Milan Vego ước tính có khoảng 350 thủy thủ Anh tử trận, hai tuần dưong hạm của Ý (Bolzano và Muzio Attendolo) bị vô hiệu hóa tới hết chiến tranh, hai tàu ngầm Ý (Cobalto và Dagabur) bị bắn chìm, tàu ngầm Ý Giada và tàu E-Boat S-58 của Đức bị hư hại.
Fliegerkorps II đã thực hiện tổng cộng 650 phi vụ bay trong Chiến dịch Pedestal từ ngày 11 tới ngày 14 tháng 8, tuyên bố bắn hạ 12 máy bay Anh và thiệt hại 18 máy bay. Tổng thiệt hại của phe Trục là 62 máy bay, 42 máy bay Ý và 19 máy bay Đức, bao gồm cả những chiếc bị phá hủy trên mặt đất hoặc bị bắn nhầm. Hải quân Hoàng gia và Không lực Hải quân Hoàng gia Anh tuyên bố bắn hạ 74 máy bay đối phương, nhưng thực tế họ đã bắn hạ 42 máy bay, trong đó có 26 máy bay của Ý và 16 máy bay của Đức. Không lực Hải quân Hoàng gia Anh mất 13 máy bay trong chiến đấu và 16 chiếc Sea Hurricane chìm theo hàng không mẫu hạm Eagle, Không quân Hoàng gia mất một chiếc Beaufighter, năm chiếc Spitfire và một thủy phi cơ Sunderland. Thiệt hại quá lớn đã khiến phe Đồng Minh không dám mạo hiểm tung ra một đợt tiếp vận lớn tới Malta cho đến tháng 11 năm 1942, sau khi người Anh tái chiếm thành công các sân bay ở Ai Cập và Libya.

## Diễn biến tiếp theo

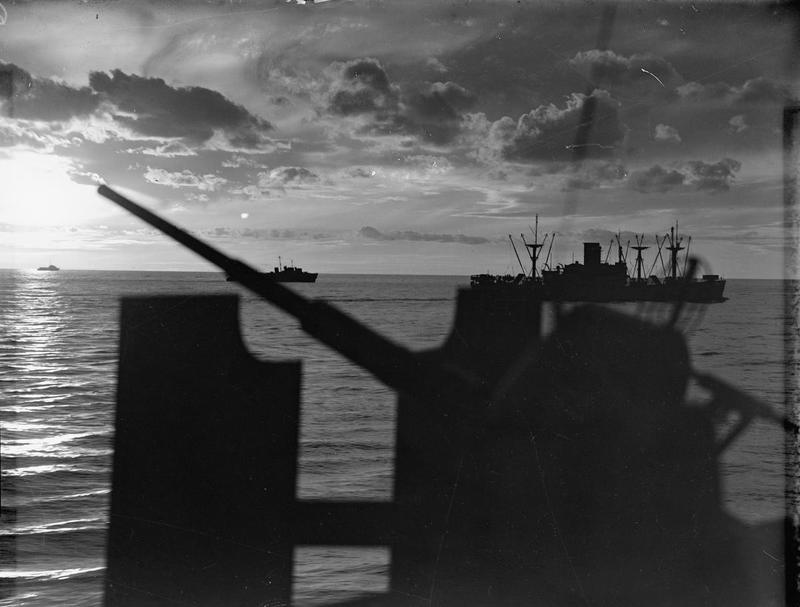
Đoàn vận tải MW 13 trong Chiến dịch Stoneage

Từ ngày 16 tới ngày 18 tháng 8, hàng không mẫu hạm HMS Furious tiếp tục tiến hành các đợt vận chuyển máy bay từ Gibraltar và đã cho 29 chiếc Spitfires cất cánh về Malta (Chiến dịch Baritone). Trong tháng 9 và tháng 10, nhiệm vụ tiếp tế được giao cho các đơn vị tàu ngầm Anh. Trong tháng 8, dù Malta vẫn bị bao vây, 35% tổng số hàng hóa được tàu vận tải Đức-Ý chuyển qua Địa Trung Hải đến Bắc Phi đã bị mất; khi Malta được phá vây vào cuối tháng 9, lực lượng Đồng Minh đã phá hủy thành công 100.000 tấn Anh (101.605 t) hàng hóa của phe Trục trên Địa Trung Hải, trong đó có khoảng 24.000 tấn Anh (24.385 t) nhiên liệu quý giá cho Rommel, khiến các đơn vị Đức-Ý chiến đấu ở Ai Cập rơi vào tình trạng khan hiếm tiếp tế, và góp phần dẫn đến sự thành công của Trận El Alamein lần hai (23 tháng 10 đến 11 tháng 11) và Chiến dịch Torch (8-16 tháng 11). Tàu ngầm Anh và các đơn vị máy bay phóng lôi Bristol Beaufort, với sự trợ giúp của các đội bay Bristol Beaufighter, đã thường xuyên bắn phá các đoàn vận tải của phe Trục, đặc biệt là tàu chở dầu. Cuối tháng 11 năm 1942, người Anh tiến hành Chiến dịch Stoneage, một đoàn tàu gồm bốn tàu vận tải khởi hành từ Alexandria tới Malta mà không gặp thiệt hại đáng kể (ngoại trừ tuần dưong hạm Arethusa bị trúng ngư lôi, khiến 155 thủy thủ thiệt mạng và được kéo quay trở về cảng). Lực lượng K được tái lập ở Malta, và năm tàu đã được cử đi làm nhiệm vụ hộ tống trong Chiến dịch Portcullis và đoàn vận tải đã cập bến Malta bình an vô sự. Các đơn vị ngư lôi có người lái Chariot sau đó đã được xuất kích từ Malta và từ cuối tháng 12 năm 1942 tới tháng 1 năm 1943, bốn đoàn vận tải, Quadrangle A, B, C và D, đã vận chuyển thành công hơn 200.000 tấn Anh (203.209 t) hàng hóa tới Malta.

## Tuyên dương

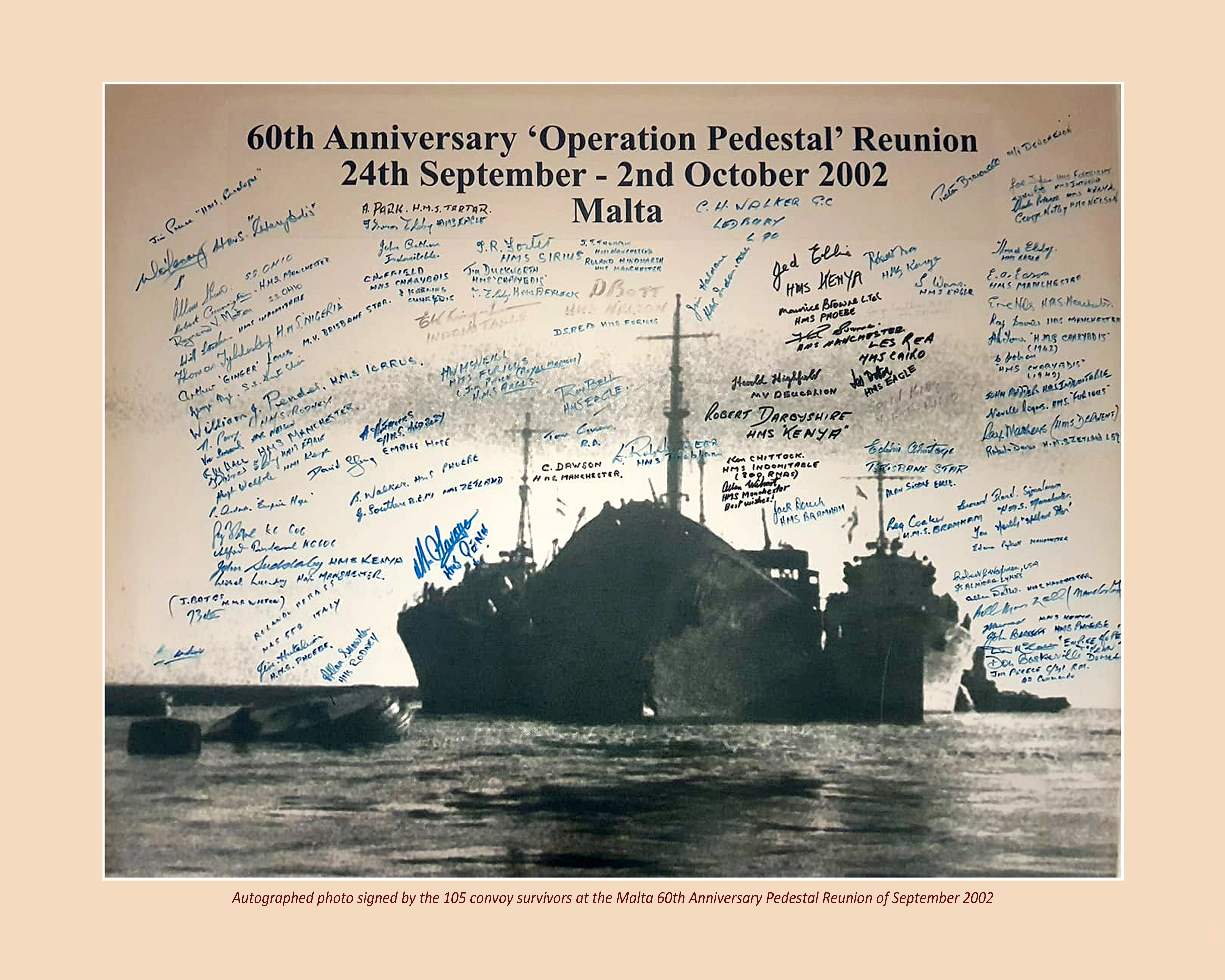
Tấm bảng ảnh lớn kèm chữ ký của 105 người từng tham gia vào Chiến dịch Pedestal tại Lễ kỷ niệm 60 năm Cuộc hội ngộ Pedestal tại Malta

Để vinh danh sự dũng cảm của nhân dân Malta trong những năm tháng bị bao vây cũng nhue bị không kích trong suốt quãng thời gian diễn ra cuộc chiến ở Địa Trung Hải, Malta đã được Vua George VI trao thưởng Huân chương Chữ Thập George vào ngày 15 tháng 4 năm 1942, bốn tháng trước Chiến dịch Pedestal. Phó Đô đốc Syfret trao thưởng Huân chương Bath Đệ nhị Đẳng (Knight Commander of the Order of the Bath) vì "sự dũng cảm và quyết tâm trong việc dẫn dắt một đoàn vận tải quan trọng tới Malta trước các cuộc tấn công không ngừng nghỉ cả ngày lẫn đêm của tàu ngầm, máy bay và tàu mặt nước của đối phương." Thuyền trưởng tàu SS Ohio, Dudley Mason, được trao thưởng Huân chương Chữ Thập George, vì đã thể hiện "sự chuyên nghiệp và dũng cảm ở mức cao nhất, và nhờ vào lòng quyết tâm của ông, bất chấp sự đánh trả dữ dội và dai dẳng nhất của kẻ thù, con tàu cùng với loại hàng hóa giá trị nhất, đã đến được Malta an toàn." Nhiều sĩ quan, thủy thủ và các thuyền trưởng của Hải quân Hoàng gia và Hải quân Thương gia, được trao thưởng các huân chương khác nhau, từ Huân chương Phục vụ Xuất sắc đến Bằng khen, vì sự dũng cảm trong việc hộ tống các tàu vận tải tới Malta. Hai thành viên của Hải quân Thương gia Hoa Kỳ, Frederick August Larsen, Jr. và Francis A. Dales, được trao thưởng Huân chương Phục vụ Xuất sắc Hải quân Thương gia vì sự dũng cảm "vượt quá những gì được yêu cầu" khi đang làm nhiệm vụ trên tàu Santa Elisa và Ohio. Chiến dịch Pedestal là đề tài của bộ phim trắng đen năm 1953 của Anh, Malta Story, bao gồm các cảnh quay xen kẽ về Ohio trong chiến dịch thực với các cảnh quay được dựng theo kịch bản.

#### Sách
- Blair, Clay (1996). Hitler's U-Boat War: The Hunters 1939–1942. Random House. ISBN 978-0-394-58839-1.
- Giorgerini, Giorgio (2002). Uomini sul fondo: storia del sommergibilismo italiano dalle origini a oggi [Men on the Bottom: The Story of the Italian Submarine from Past to Present] (bằng tiếng Ý). Milano: Mondadori. ISBN 978-88-04-50537-2.
- Greene, Jack; Massignani, Alessandro (1998). The Naval War in the Mediterranean, 1940–1943. Rochester: Chatham. ISBN 978-1-86176-057-9.
- Greene, J.; Massignani, A. (2002) [1998]. The Naval War in the Mediterranean 1940–1943 . Rochester: Chatham. ISBN 978-1-86176-190-3.
- Hague, A. (2000). The Allied Convoy System 1939–1945: Its Organization, Defence and Operation. London: Chatham. ISBN 1-86176-147-3.
- H. M. Ships Damaged or Sunk by Enemy Action, 3rd September, 1939 to 2nd September, 1945 (PDF). London: Admiralty: Director of Naval Construction. 1952. OCLC 38570200. Bản gốc (PDF) lưu trữ ngày 10 tháng 6 năm 2016.
- Halliwell, L.; Walker, J. (2001). Halliwell's Film & Video Guide 2002 (ấn bản thứ 17). London: HarperCollinsEntertainment. ISBN 978-0-00-712265-3.
- Hooton, E. R. (2010) [1997]. Eagle in Flames: Defeat of the Luftwaffe. London: Weidenfeld & Nicolson. ISBN 978-1-85409-343-1.
- Latimer, Jon (2003) [2002]. Alamein. Cambridge, MS: Harvard University Press. ISBN 978-0-674-01016-1.
- Llewellyn-Jones, M. (2007). The Royal Navy and the Mediterranean Convoys: A Naval Staff History. Naval Staff Histories. London: Routledge. ISBN 978-0-415-39095-8.
- Malcolm, Ian (2013). Shipping Company Losses of the Second World War. Stroud: The History Press. ISBN 978-0-7509-5371-9.
- Martienssen, A. K. (1949). Hitler and his Admirals. New York: E. P. Dutton. OCLC 562130.
- Playfair, Major-General I. S. O.; và đồng nghiệp (2004) [1st. pub. HMSO: 1960]. Butler, Sir James (biên tập). The Mediterranean and Middle East: British Fortunes Reach Their Lowest Ebb (September 1941 to September 1942). History of the Second World War, United Kingdom Military Series. Quyển III. Uckfield, UK: Naval & Military Press. ISBN 978-1-84574-067-2.
- Richards, D.; Saunders, H. St G. (1975) [1954]. Royal Air Force 1939–45: Volume II The Fight Avails . London: HMSO. ISBN 978-0-11-771593-6. Truy cập ngày 13 tháng 12 năm 2015 – qua Hyperwar Foundation.
- Roskill, S. W. (1957) [1954]. Butler, J. R. M. (biên tập). The Defensive. History of the Second World War United Kingdom Military Series: The War at Sea 1939–1945. Quyển I (ấn bản thứ 4). London: HMSO. OCLC 881709135 – qua Hyperwar Foundation.
- Roskill, S. W. (1956). The Period of Balance. History of the Second World War United Kingdom Military Series: The War at Sea 1939–1945. Quyển II. London: HMSO. OCLC 174453986 – qua Hyperwar Foundation.
- Sadkovich, James (1994). The Italian Navy in World War II. Westport, CN: Greenwood Press. ISBN 978-0-313-28797-8.
- Santoro, G. (1957). L'aeronautica italiana nella seconda guerra mondiale [The Italian Air Force in WWII] (PDF). Quyển II. [semi-official history] (ấn bản thứ 1). Milano-Roma: Edizione Esse. OCLC 60102091. Bản gốc (PDF) lưu trữ ngày 19 tháng 1 năm 2016. Truy cập ngày 4 tháng 2 năm 2016.
- Shankland, Peter; Hunter, Anthony (1961). Malta Convoy. New York, NY: Ives Washburn. OCLC 497743.
- Smith, Peter C. (1998). Pedestal: The Convoy That Saved Malta. England: Crecy. ISBN 978-0-947554-77-4.
- The Rise and Fall of the German Air Force . Richmond, Surrey: Air Ministry. 2001 [1948]. ISBN 978-1-903365-30-4. Air 41/10.
- Wellum, G. (2003) [2002]. First Light . London: Viking. ISBN 978-0-14-100814-1.
- Woodman, Richard (2000). Malta Convoys, 1940–1943. John Murray. ISBN 978-0-7195-6408-6.

#### Nhật ký
- Vego, M. (Winter 2010). "Major Convoy Operation To Malta, 10–15 August 1942 (Operation Pedestal)" (PDF). Naval War College Review. Quyển 63 số 1. ISSN 0028-1484. Lưu trữ (PDF) bản gốc ngày 21 tháng 9 năm 2021. Truy cập ngày 6 tháng 4 năm 2023.

#### Báo cáo
- "Official Despatch on Mediterranean Convoy Operations Admiral Sir Andrew Cunningham,19 March 1941". The London Gazette (Supplement). Số 38377. ngày 10 tháng 8 năm 1948. tr. 4501–4512.

#### Bài báo
- Carabott, Sarah (ngày 15 tháng 8 năm 2022). "Looting of a convoy that stands testimony to the starvation of a nation". Times of Malta. Lưu trữ bản gốc ngày 15 tháng 8 năm 2022.